# Histoire de la Haute-Saône

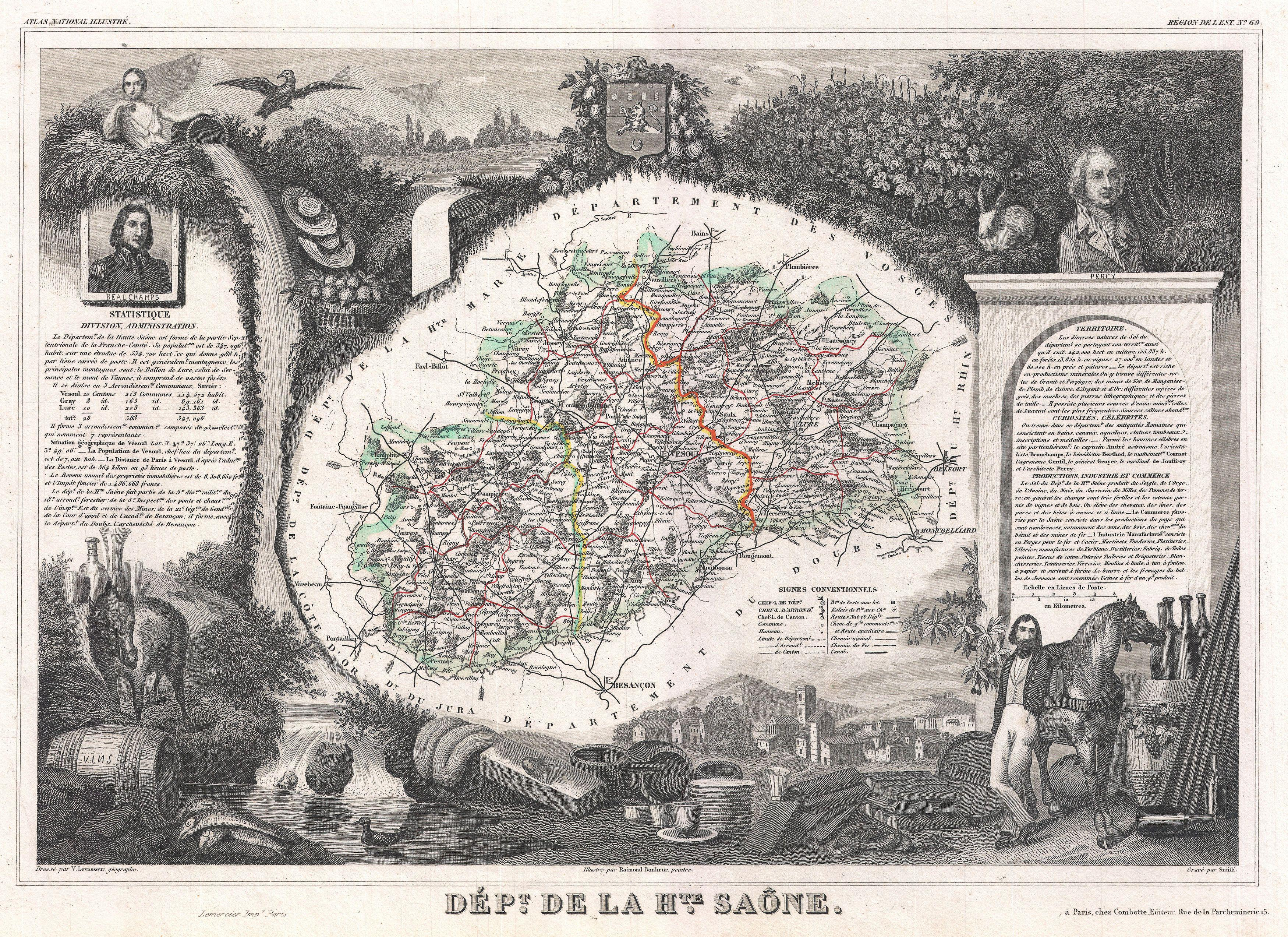
Carte datée de 1852.

L'histoire de la Haute-Saône commence le 5 février 1790 en tant que département français. La ville de Vesoul est désignée comme chef-lieu grâce à sa position centrale.
La Haute-Saône comme le reste de la Franche-Comté fut durement éprouvée par les guerres du XVIIe siècle. Mais à partir de la conquête française, va retrouver la prospérité et être le département le plus prospère et le plus peuplé. Au XVIIIe siècle, quelques villages dépendaient du Barrois mouvant, dans le Bailliage de Lamarche. Depuis 1333, l'essentiel des villages du département faisait partie du bailliage d'Amont.
Après la victoire des coalisés à la bataille de Waterloo (18 juin 1815), le département est occupé par les troupes autrichiennes de juin 1815 à novembre 1818. Le département est également marqué par la guerre franco-prussienne avec les batailles de Villersexel et d'Héricourt mais aussi la proximité du Siège de Belfort. Le département accueille des alsaciens fuyant l’annexion de l’Alsace-Lorraine. Pendant la Seconde Guerre mondiale, plusieurs maquis s'établissent dans les forêts, les collines et les montagnes, notamment le maquis du Chérimont. La Haute-Saône est une étape stratégique lors de la Libération, et les troupes alliées devant traverser la Trouée de Belfort. La progression est rapide sauf à Champagney où la situation stagne pendant 55 jours.
Le département connaît plusieurs régions minières, deux pour la houille : le bassin houiller keupérien de Haute-Saône exploité du XVIe siècle au XXe siècle de façon artisanale et le bassin minier de Ronchamp et Champagney exploité du XVIIIe siècle au XXe siècle de façon industrielle). D'autres pour les minerais métalliques et évaporites : la vallée de Saint-Antoine pour les métaux précieux située à Plancher-les-Mines, exploité du XVe siècle au XXe siècle, les mines de Fallon, de Saulnot, de Servance et du pays de Vesoul pour le fer mais aussi les salines de Gouhenans, Saulnot, Mélecey-Fallon. L'exploitation de schiste de Creveney permet la production de carburants liquides dans les années 1930.
Les industries textile (filature de Demangevelle, filature de Ronchamp), métallurgique (forge-fonderie de Baignes, forges de Varigney, forges de Pesmes et forges d'Échalonge), de dentellerie et de verrerie sont également développées.
La Haute-Saône fait partie de la région de Franche-Comté de 1972 à 2015 puis de la Bourgogne-Franche-Comté depuis 2016.
La Haute-Saône a hérité par métaphore au XIXe siècle du surnom de Haute-Patate devenu affectif.

## Ancien régime

Carte du département, montrant les provinces et États qui existaient sur son territoire au XVIIIe siècle.
Bourgogne
Franche-Comté
Champagne
Montbéliard
Duché de Bar

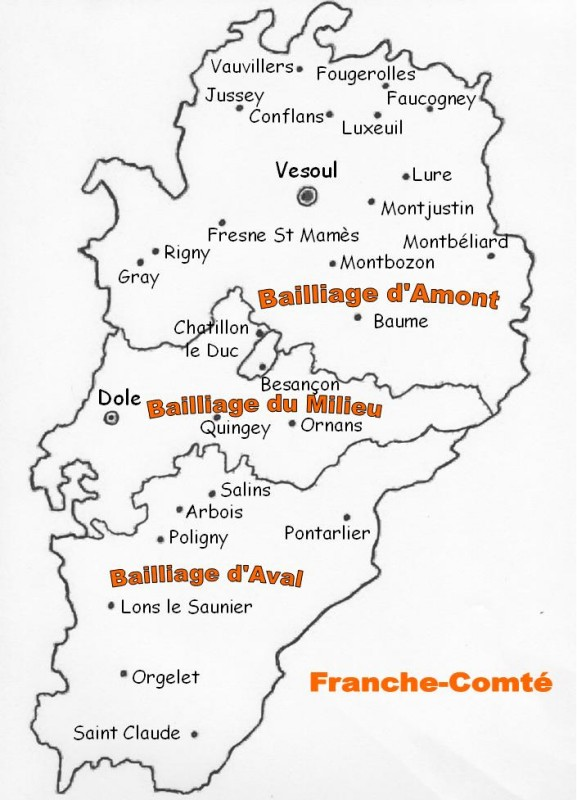
Le bailliage d'Amont qui correspondait en partie au département de la Haute-Saône.

En 1333, le bailliage d'Amont, l'un des trois bailliages de Franche-Comté, qui a pour capitale Vesoul, est créé par Philippe VI de France et correspond plus ou moins au département de la Haute-Saône de 1790.
La Haute-Saône comme le reste de la Franche-Comté fut durement éprouvée par les guerres du XVIIe siècle comme Jussey, Jonvelle et surtout Pierrecourt : complètement réduite en cendre en 1637, lors de la guerre de Dix Ans qui vie l'invasion du comté de Bourgogne par le royaume de France par le duc de Saxe-Weimar. Mais à partir de la conquête française, elle va retrouver la prospérité et être le département le plus prospère et le plus peuplé. Entre le XVe et le  XVIIIe siècle, le nord de la Franche-Comté connait un progressif mais important problème frontalier, quelques villages dépendaient du duché de Lorraine du Barrois mouvant, dans le bailliage de Lamarche, alors que d'autres en Franche comté étaient revendiquées par le duché de Bar ou de Lorraine: ce sont les terres dites de surséances. La question sera une première fois tranchée au traité de Besançon de 1704 puis définitivement réglée à la création des départements en 1790.

## De la Révolution à la Libération

### Périodes révolutionnaire et napoléonienne

Carte de la Haute-Saône 1790

L'histoire de la Haute-Saône en tant que départent commence le 5 février 1790 en tant que département français. La ville de Vesoul est désignée comme chef-lieu grâce à sa position centrale.
De 1791 à 1793, les 6 districts (Jussey, Luxeuil, Lure, Vesoul, Gray, Champlitte et Montbéliard à partir de 1793) du département de la Haute-Saône fournirent 12 bataillons de volontaires nationaux.
Après la victoire des coalisés à la bataille de Waterloo (18 juin 1815), le département est occupé par les troupes autrichiennes de juin 1815 à novembre 1818 (voir occupation de la France à la fin du Premier Empire). La Haute-Saône, ainsi que l'ensemble de la Franche-Comté est érigé, avec le département des Vosges les principautés de Montbéliard et de Porrentruy, en état tampon : l'État de Franche-Comté. Dirigé par le baron d'Andlaw, ce petit état fut créé par les troupes coalisées et avait pour capitale Vesoul.

### Guerre franco-prussienne
Le département est également marqué par la guerre franco-prussienne. Au niveau national, les troupes françaises sont affaiblies par d'importantes difficultés de ravitaillement dû à une mauvaise organisation, et des conditions climatiques rigoureuses qui freinent leurs mouvements. Napoléon III capitule à Sedan. Un gouvernement provisoire s'instaure, et décide de poursuivre la guerre sous l'impulsion de Gambetta. Paris est assiégé. Dès l'automne 1870, les Prussiens tiennent une grande partie du territoire français. Dans l'Est de la France, l'Alsace, la Franche-Comté, une partie de la Bourgogne sont occupées. Le colonel Denfert-Rochereau s'est enfermé avec ses troupes dans la citadelle de Belfort (dernier siège de Belfort), à quelques kilomètres de la Haute-Saône.
En décembre 1870, le gouvernement constitue, sous le commandement du général Charles-Denis Bourbaki, une nouvelle armée : l'armée de l'Est. Son objectif est d'aller couper les arrières et les lignes de communication des Prussiens, tout en délivrant Belfort. Le premier objectif est la capture du bourg de Villersexel dans le sud de la Haute-Saône.
Le 8 janvier 1871, la bataille de Villersexel est engagée. Le lendemain, elle connaît son apogée par une victoire des troupes françaises. Sous le commandement de général von Werder, les Prussiens opèrent un repli stratégique vers Montbéliard et s'installent sur une ligne géographique qui suit la rivière de la Lizaine. Au sud, Montbéliard et Héricourt, au nord, Frahier. La bataille d'Héricourt se déroule du 15 au 17 janvier 1871 et s'achève par la déroute de l'armée française qui se réfugie en Suisse.
Après la guerre, le département de la Haute-Saône, resté français, accueille des alsaciens fuyant l’annexion de l’Alsace-Lorraine.

La guerre franco-prussienne en Haute-Saône.
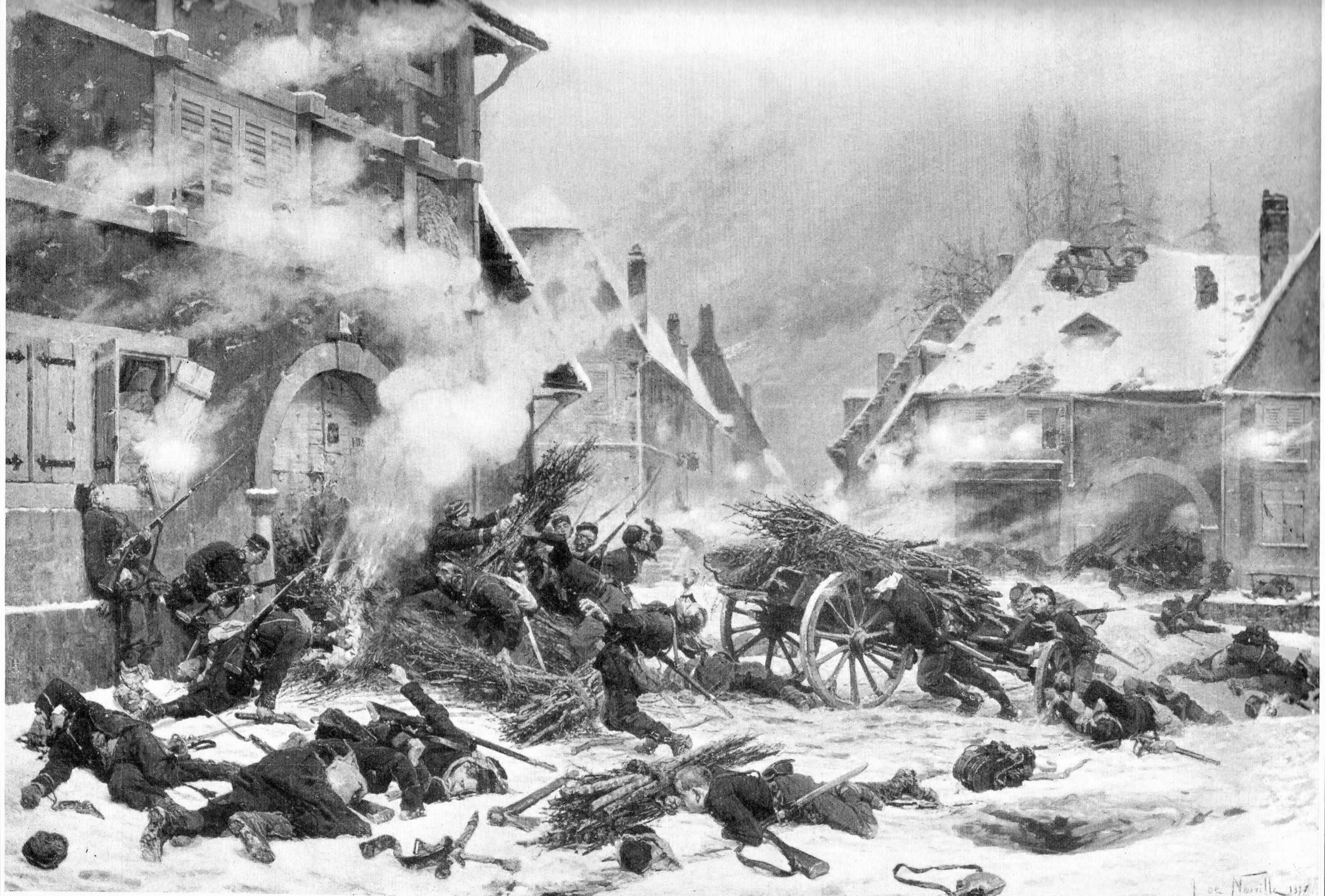
La bataille de Villersexel, soldats français assiégeant des soldats prussiens reclus dans une ferme.
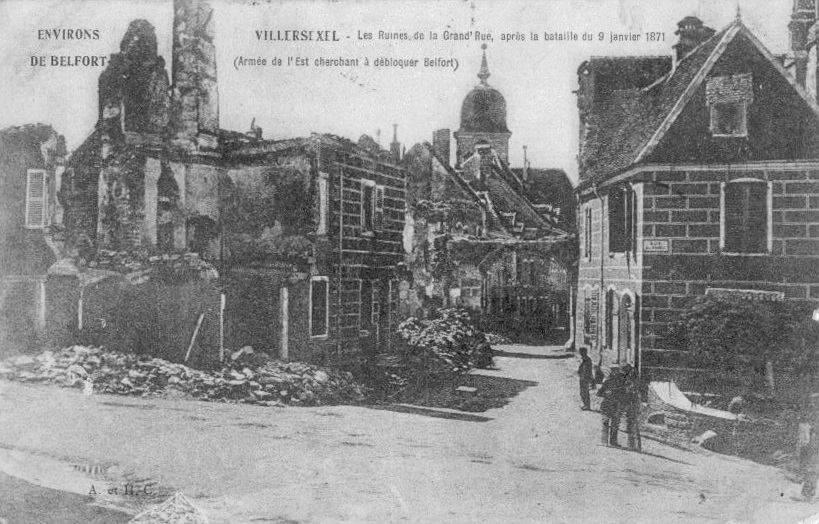
Vue des destructions du Bourg de Villersexel.
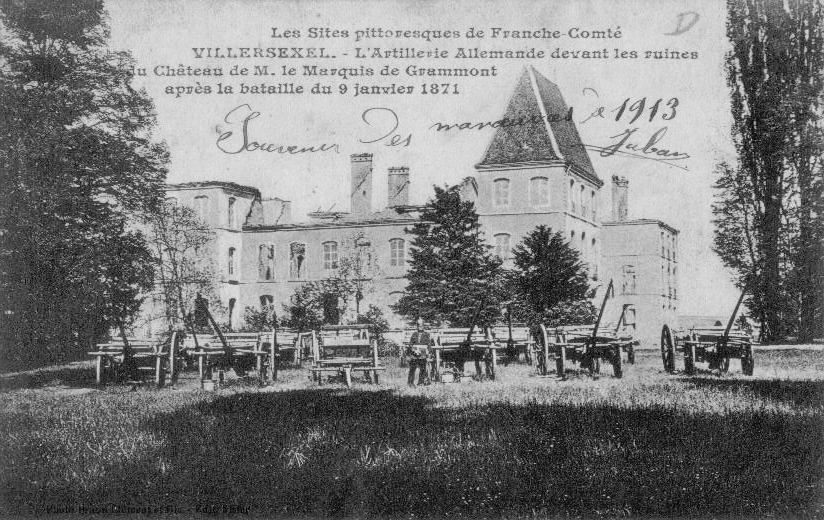
L'artillerie allemande devant les ruines du château de Villersexel.
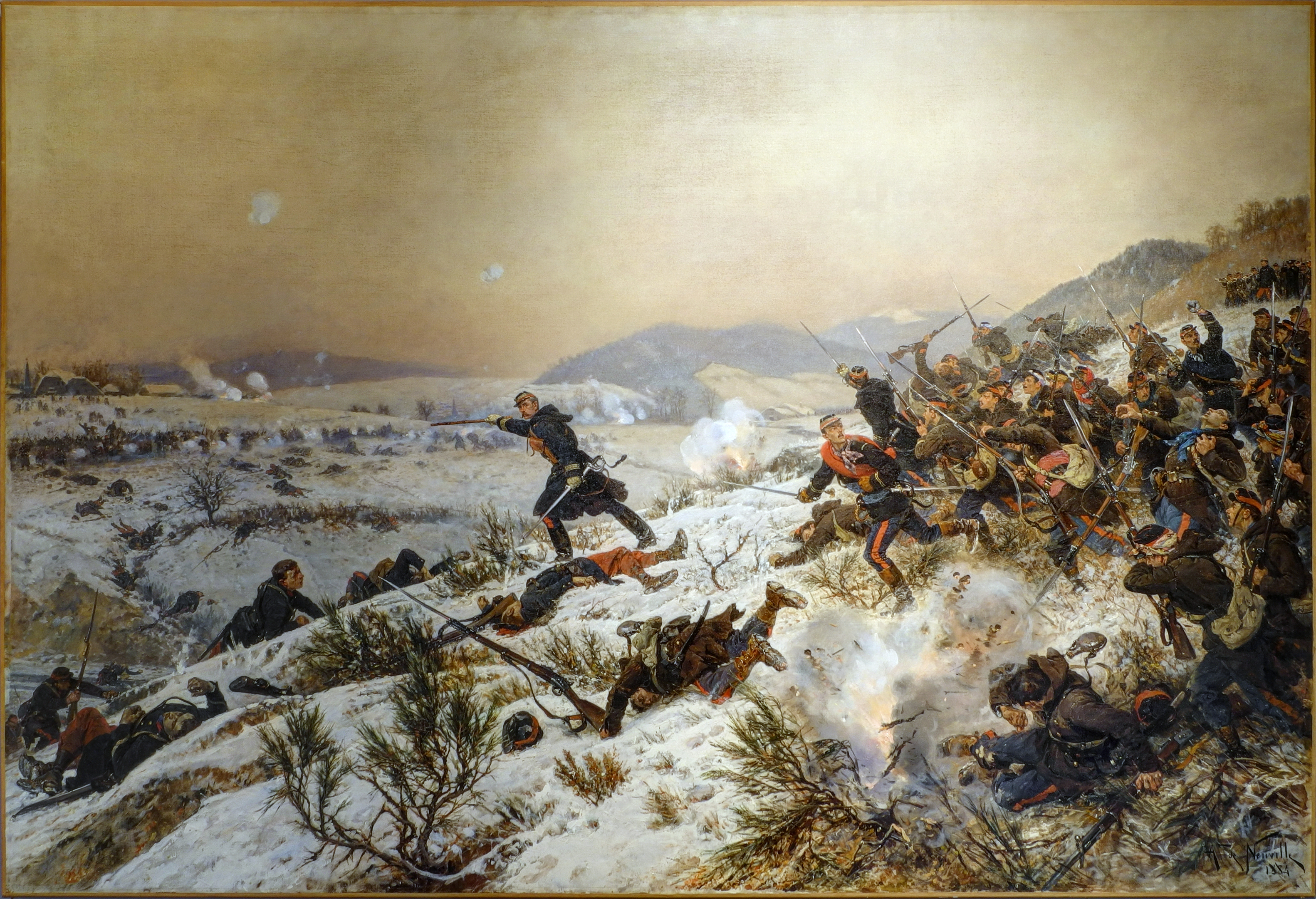
Le combat de Chenebier, côté français.
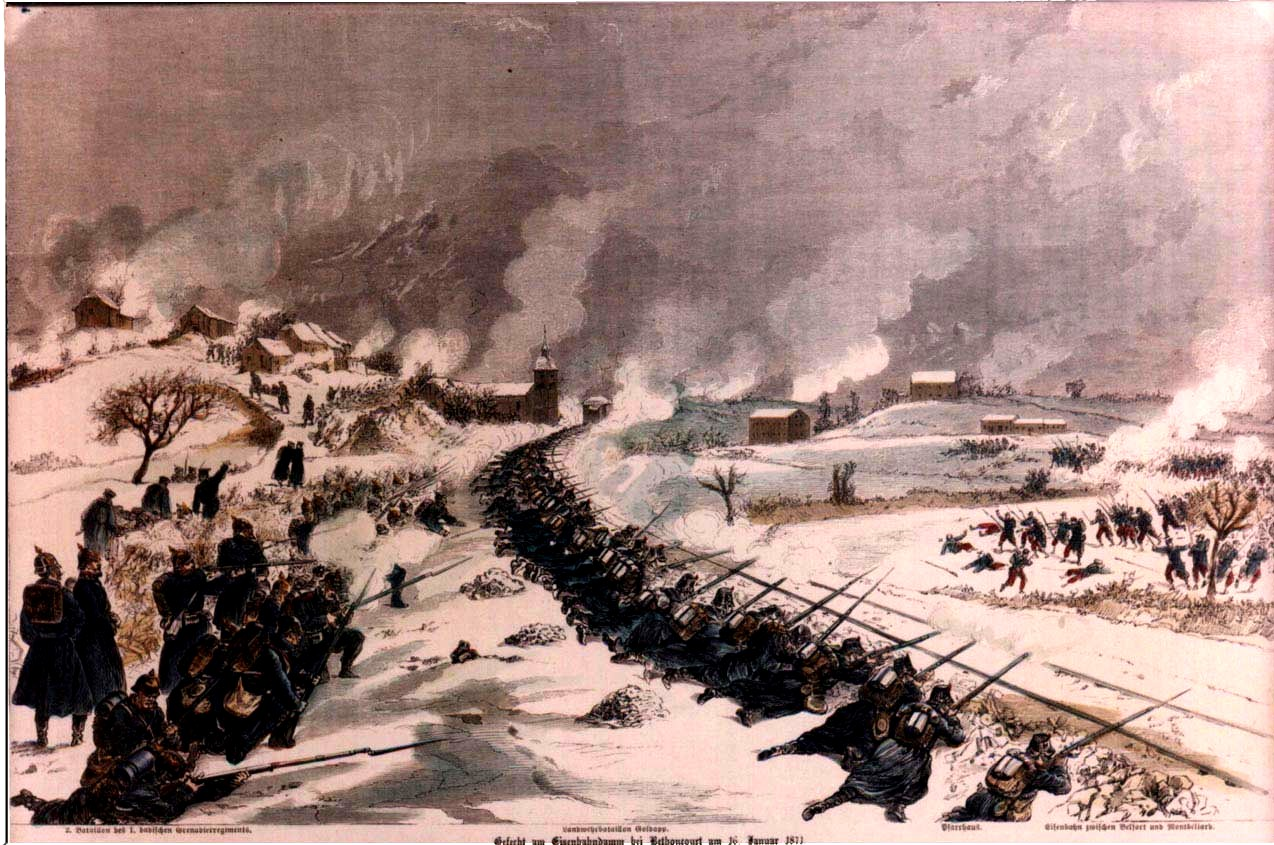
La bataille d'Héricourt, côté prussien.

### Seconde Guerre mondiale

Libération de la Haute-Saône en 1944 :
10 au 16 septembre (6 jours) ;
19 septembre (6 jours) ;
4 octobre (45 jours) ;
25 novembre (46 jours).

Pendant la Seconde Guerre mondiale, plusieurs maquis s'établissent dans les forêts, les collines et les montagnes, notamment le maquis du Chérimont qui voit quarante de ses membres — agés de 18 à 36 ans — fusillés à Magny-Danigon le 18 septembre 1944 après un accrochage imprévu avec les troupes allemandes au puits Arthur-de-Buyer. En septembre 1944, un millier de maquisards se réfugient dans la forêt de la Planche des Belles Filles. Le 19 septembre, un assaut général est lancé sur la vallée,. 120 résistants du maquis de Plancher-Bas se regroupes également sur le Mont de Vanne, dans les ruines de l'ermitage.
La Haute-Saône est une étape stratégique lors de la Libération, et les troupes alliées devant traverser la Trouée de Belfort. La progression est rapide sauf à Champagney où la situation stagne pendant 55 jours. Ce bourg connaît des bombardements faisant 115 morts et 120 blessés chez les habitants ; 400 maisons sont détruites.

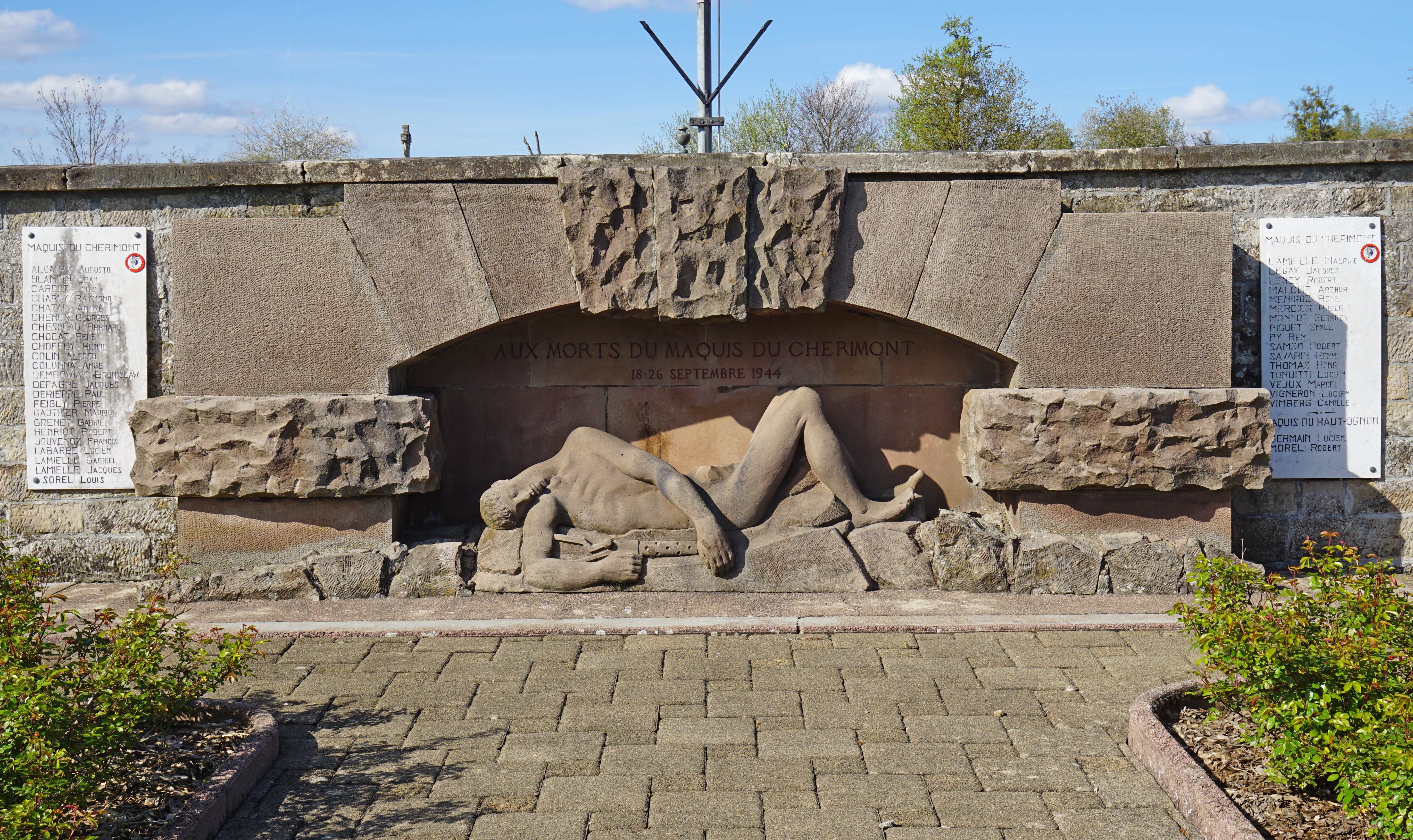
Monument commémoratif du maquis du Chérimont à Magny-Danigon.
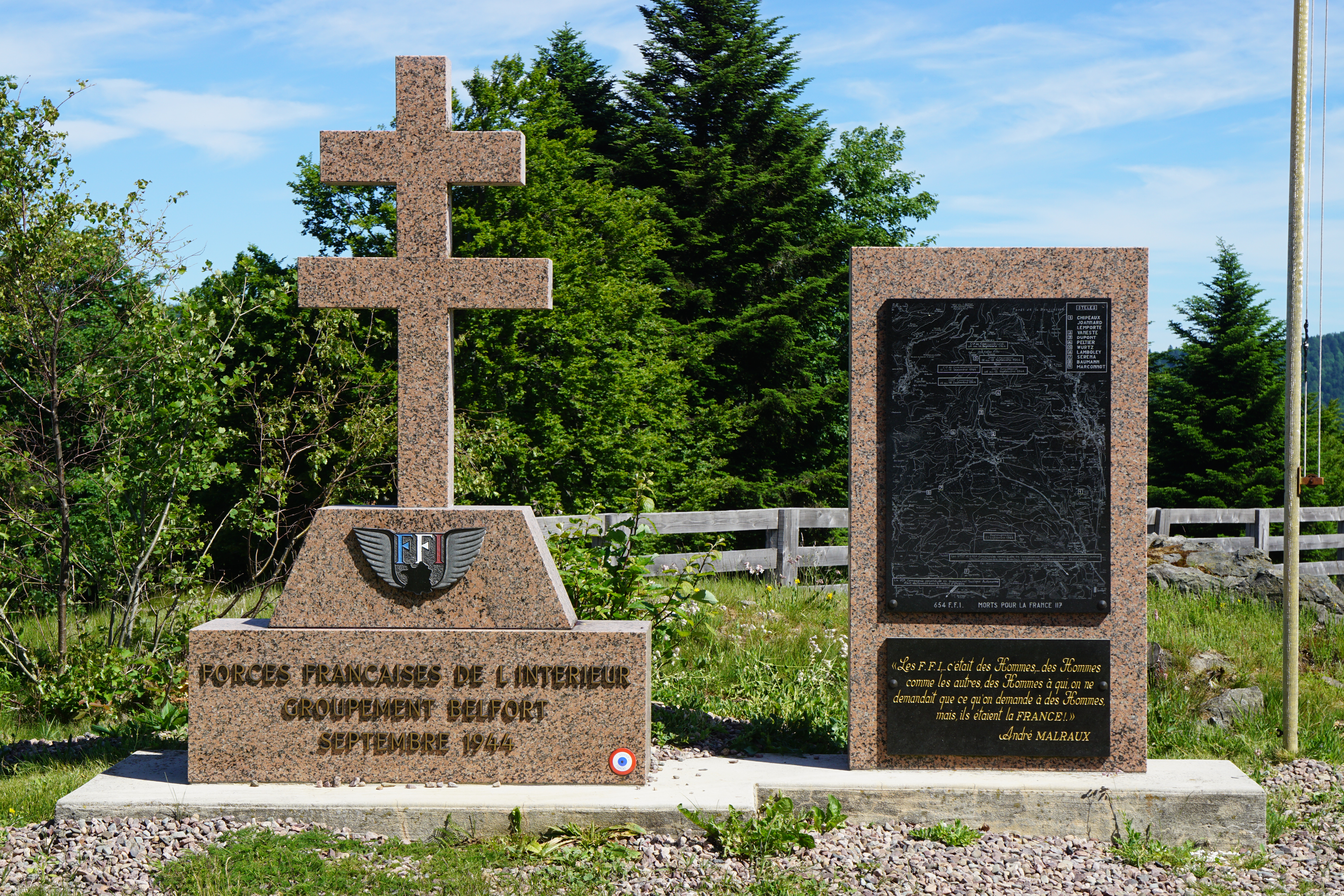
Stèle FFI du maquis de la Planche des Belles Filles.
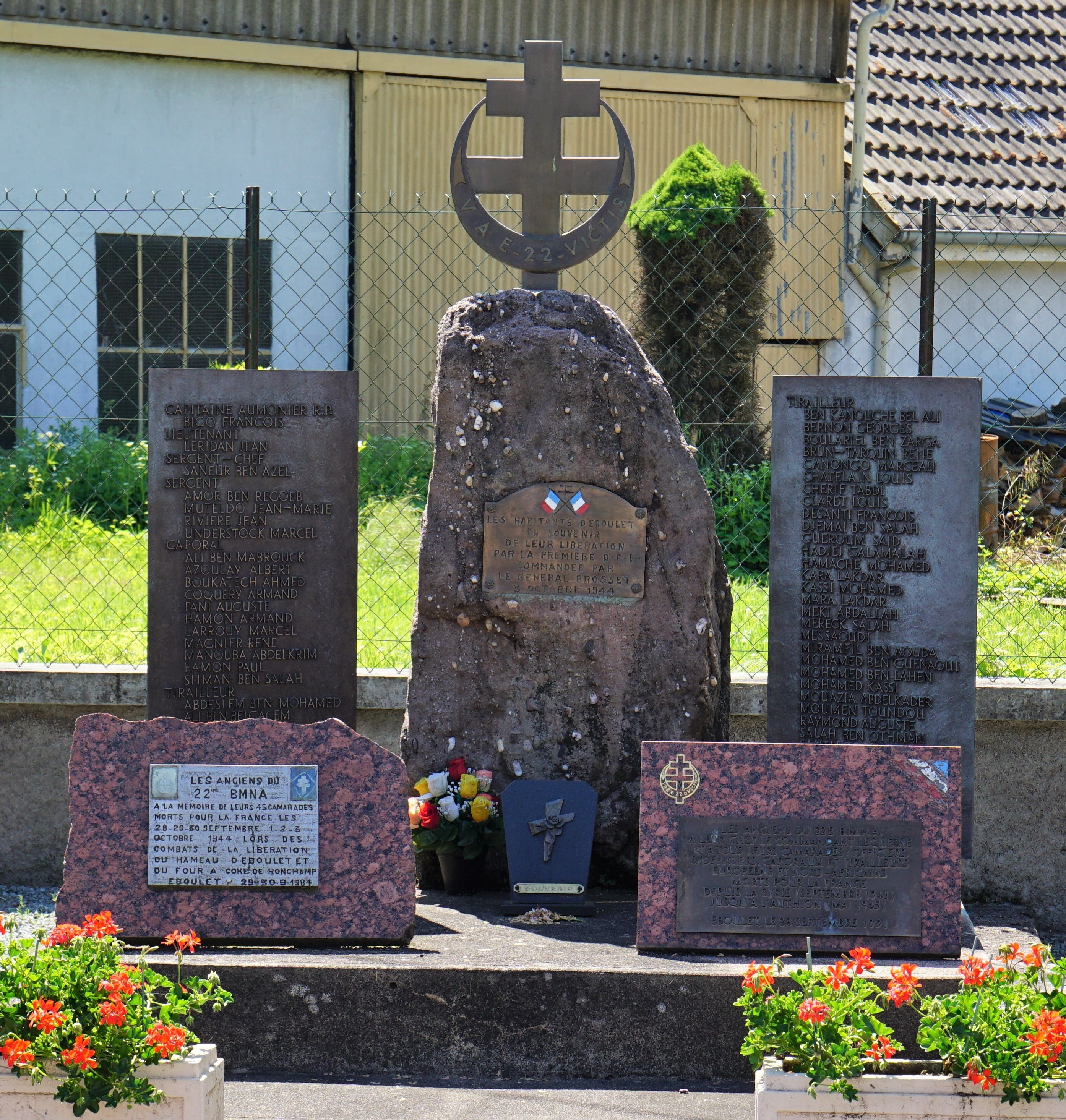
Stèle d'Éboulet (Champagney).
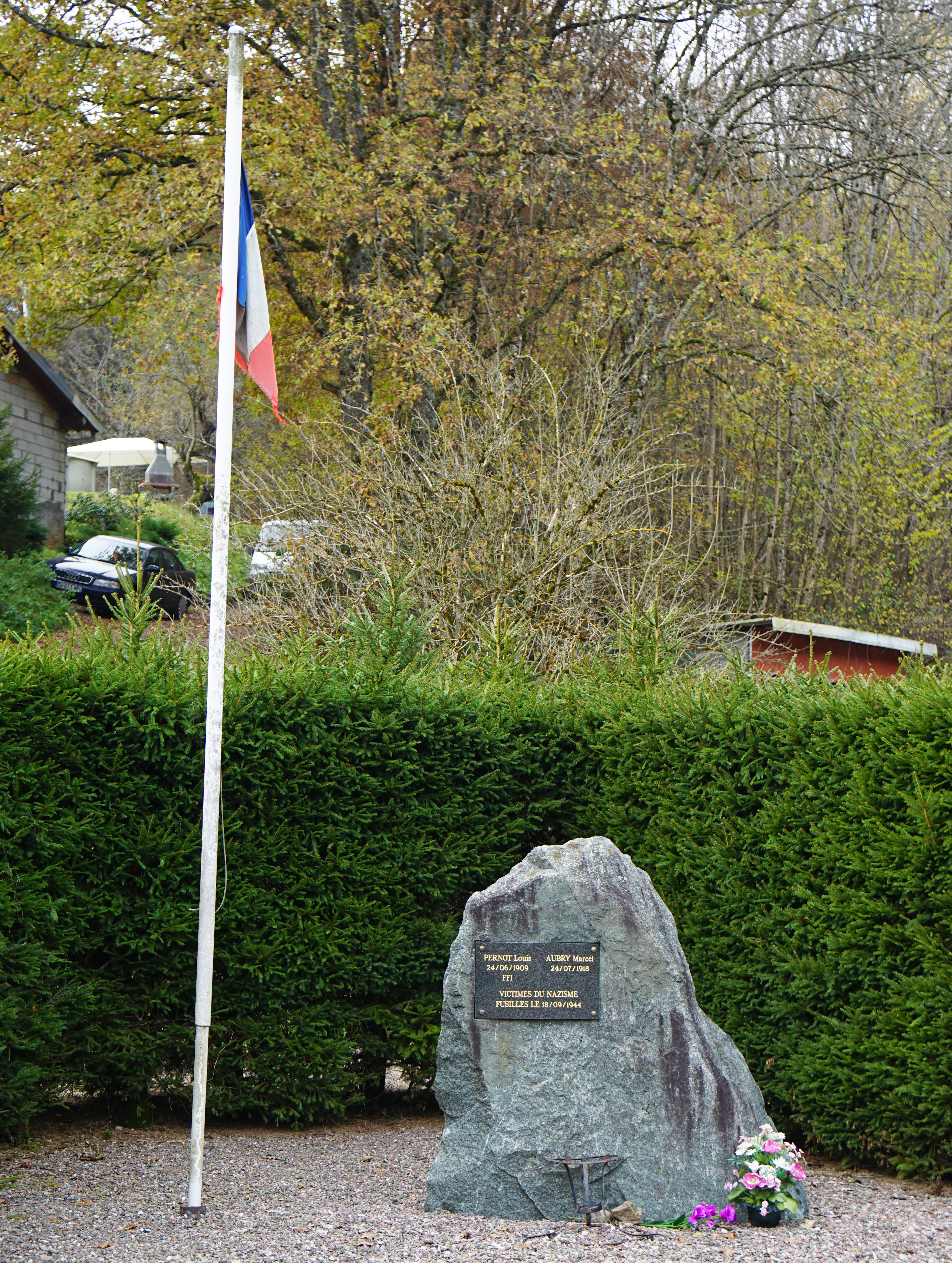
Stèle de La Besse (Ronchamp).
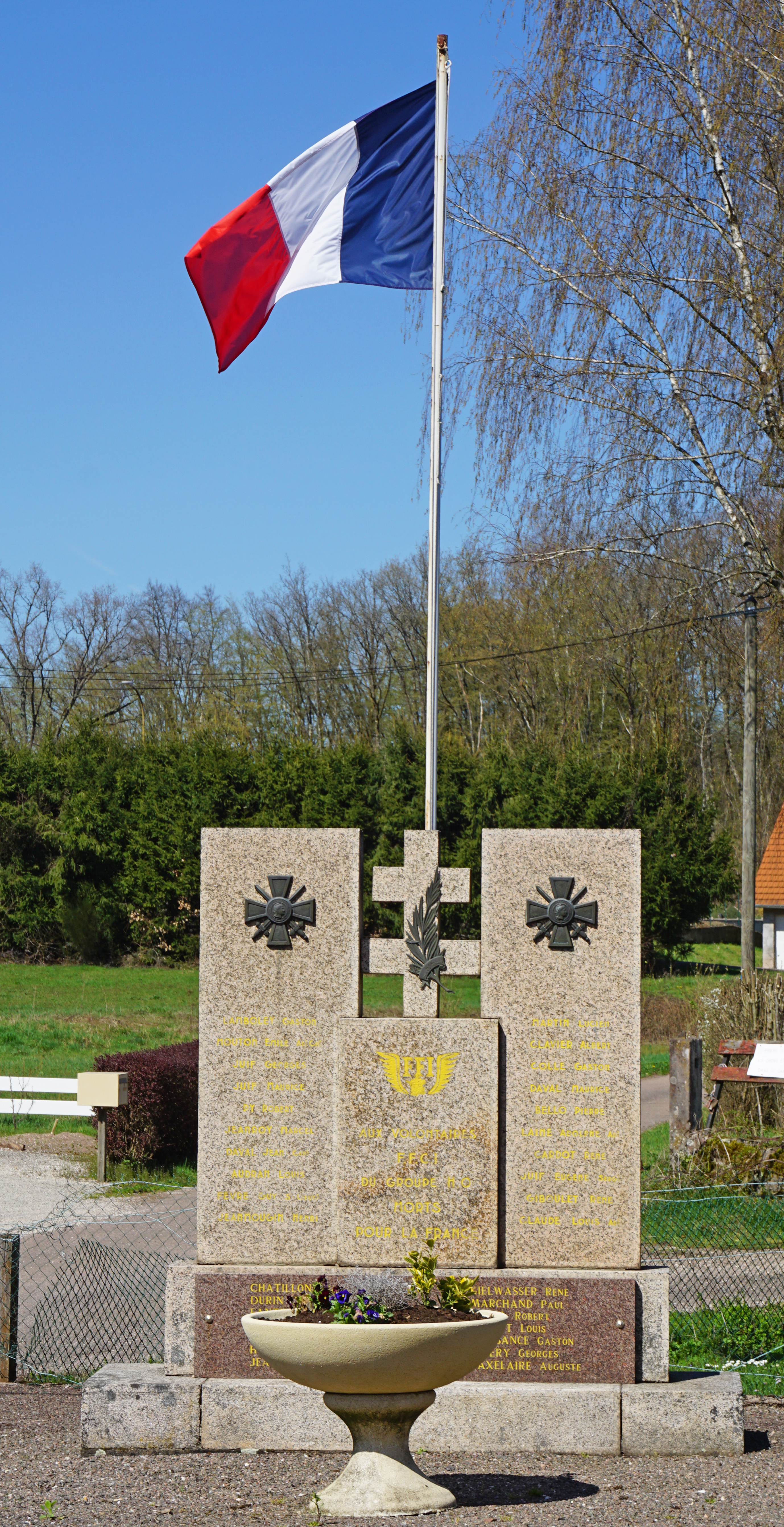
Stèle FFI à Mélisey.

Pour avoir sauvé des vies juives durant cette période troublée, quatorze personnes sont reconnues Justes parmi les Nations en Haute-Saône par l'institut Yad Vashem.

## Depuis la Libération
Lors de la création des régions comme établissements publics en 1972, la Haute-Saône est regroupé avec les départements du Doubs, du Jura et du Territoire de Belfort pour former la région de Franche-Comté qui évolue en collectivités locales en 1982.
Dans le cadre de l'Acte III de la décentralisation, la fusion des deux régions de Bourgogne et de Franche-Comté est adoptée le 17 décembre 2014. Son entrée en vigueur est effective le 1er janvier 2016.

## Histoire économique

### Mines de charbons
- Ronchamp-Champagney

Les différentes concessions de Haute-Saône :
Ronchamp-Champagney

Le département connaît deux régions minières pour l'exploitation de la houille.
Le premier est le bassin houiller keupérien exploité de façon artisanale et irrégulière, du XVIe siècle au XXe siècle, dans le sud-est de la Haute-Saône. La houille extraite sert principalement à alimenter des chaudières permettant de concentrer, par évaporation, la saumure des salines locales,,. L'activité atteint son apogée au XIXe siècle, où huit concessions sont accordées entre 1826 et 1845,,,, dont quatre qui fusionnent en 1879 (Gouhenans, Athesans, Saulnot, et Vy-lès-Lure). Pour faire face aux pénuries dues à l'Occupation et permettre aux industries locales de se maintenir, de nouvelles recherches sont lancées, notamment par le Bureau de recherches géologiques et géophysiques (BRGG) comme dans d'autres petits bassins qui échappent au contingentement de l'occupant,.

Les mines de charbon du keuper.
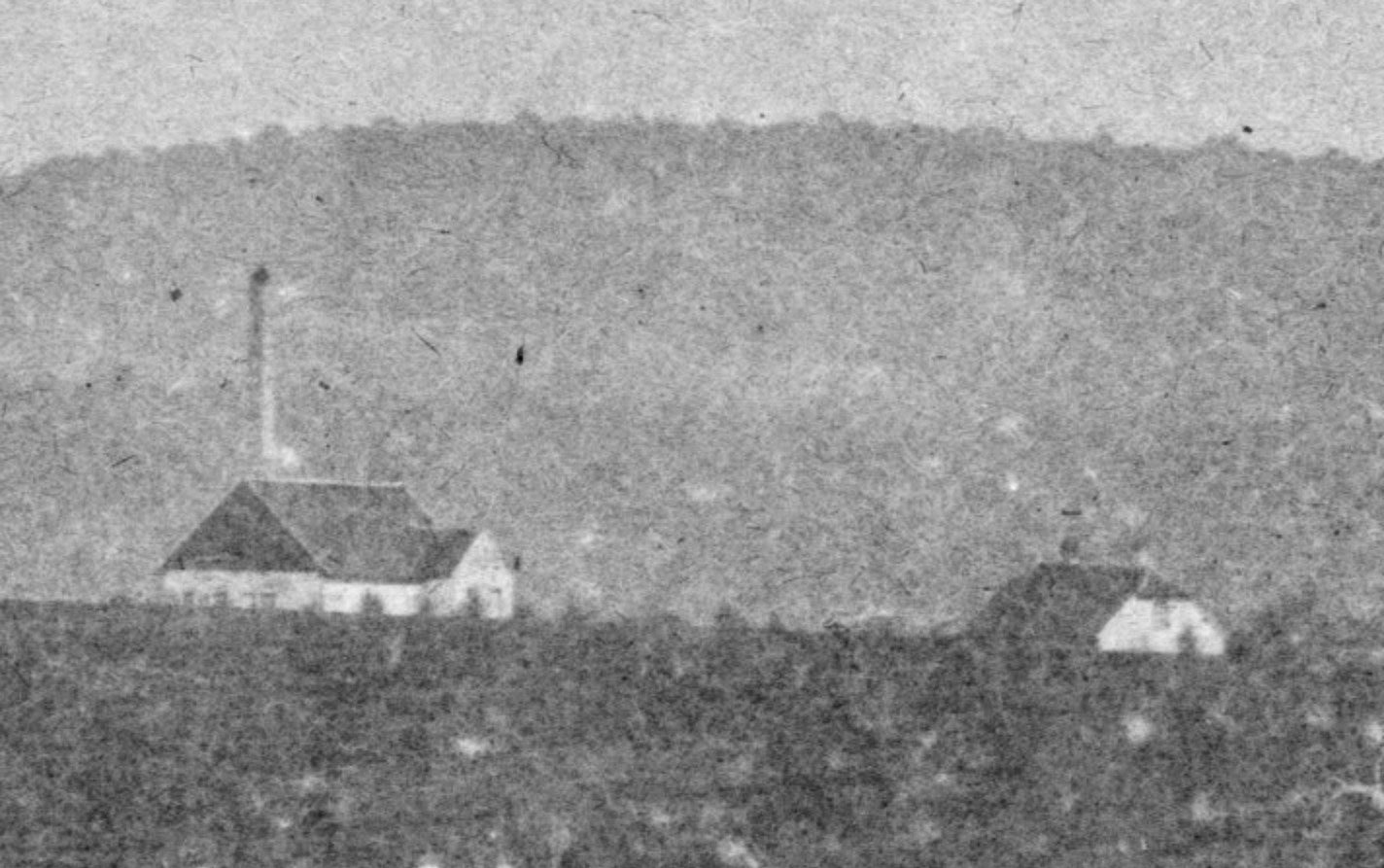
Le puits no 4 des houillères de Gouhenans.
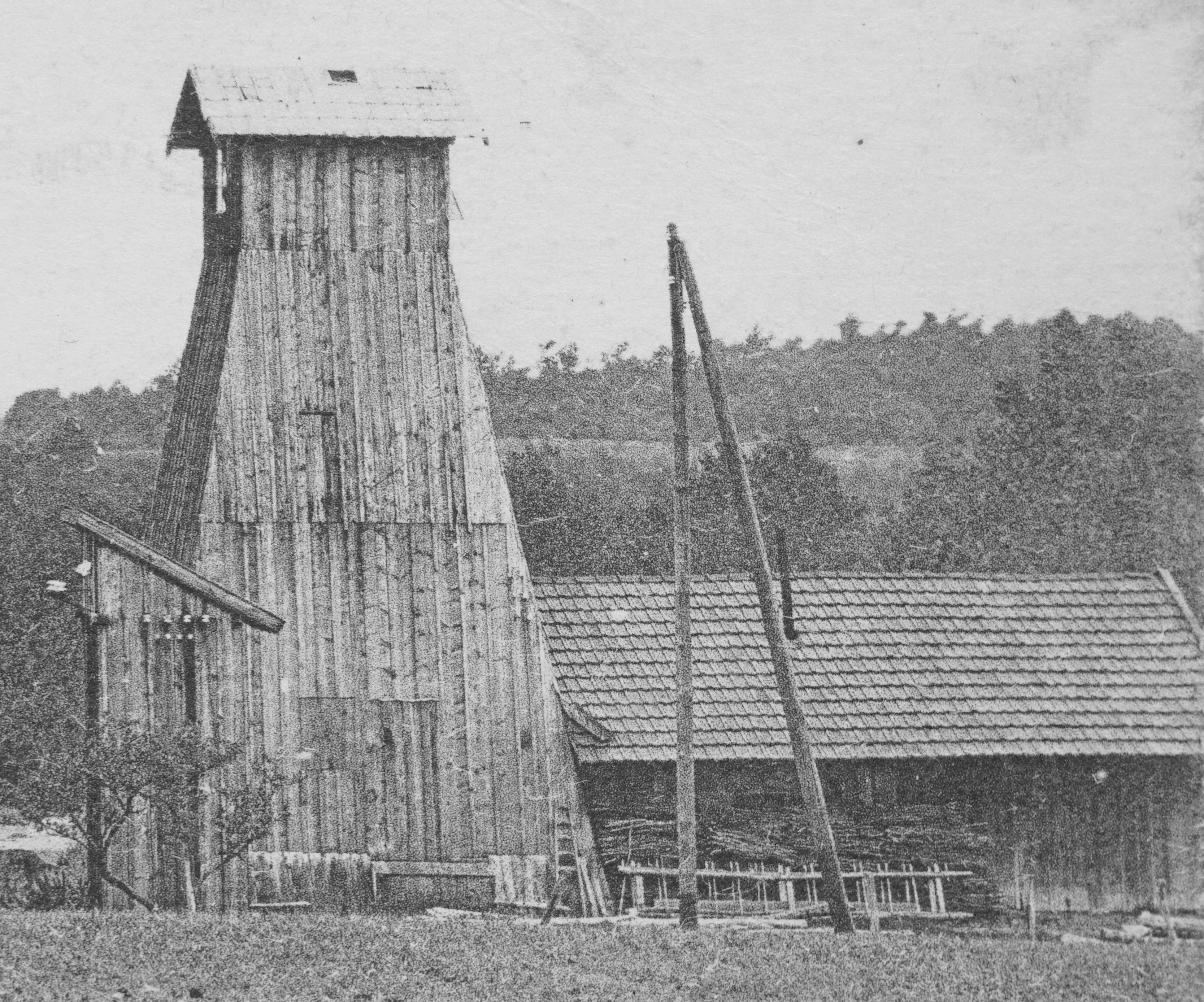
Le puits no 13 de Gouhenans.
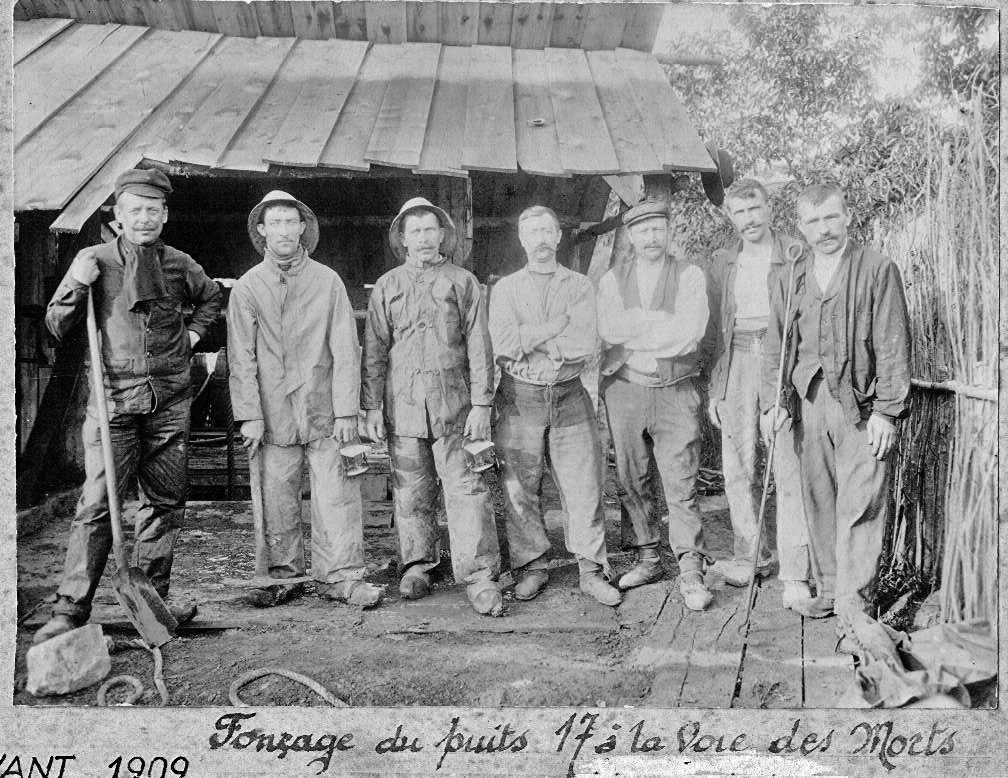
Des ouvriers devant le puits no 17 de Gouhenans.
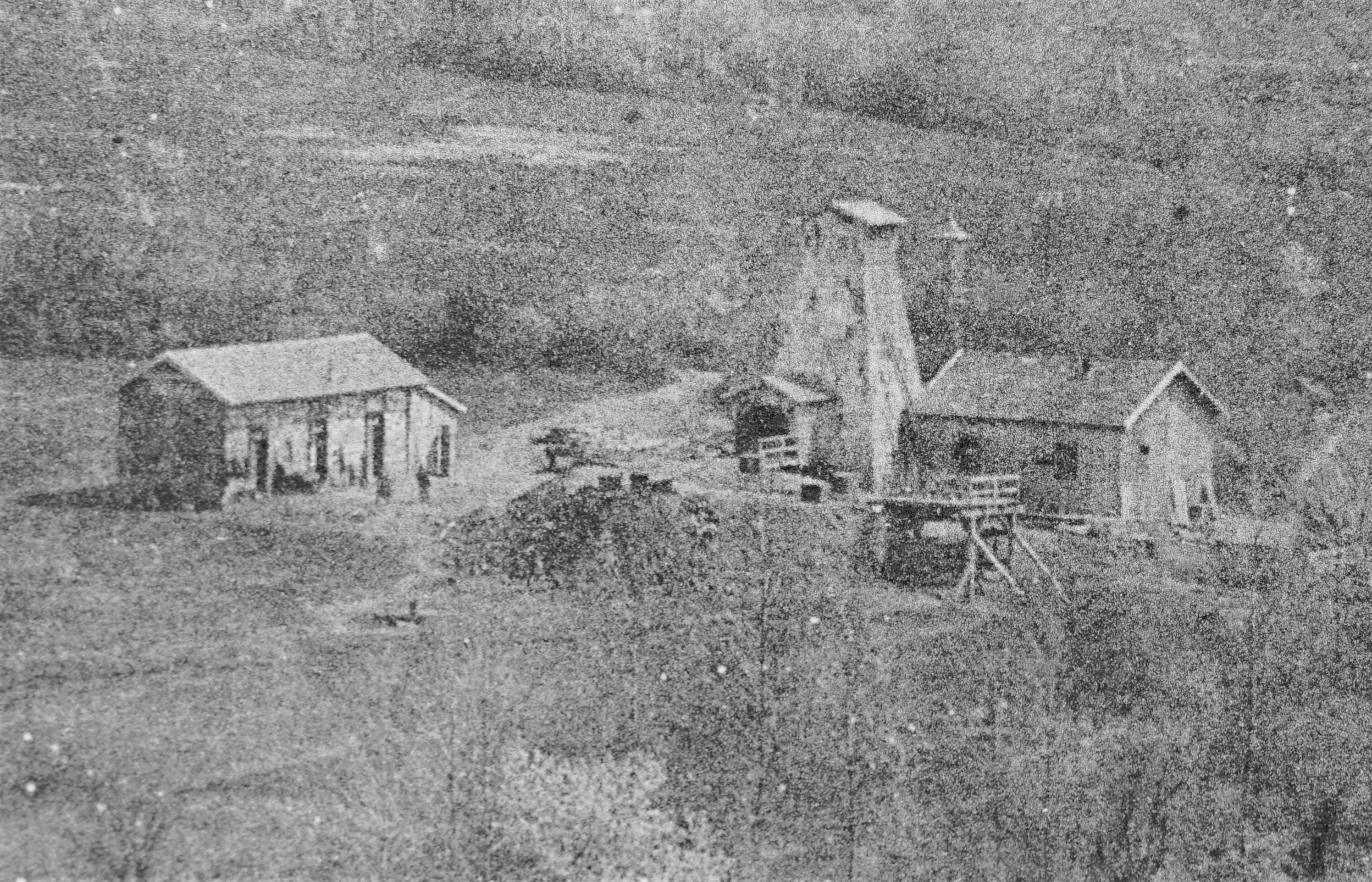
Un puits de houille de Corcelles qui alimentait la saline de Gouhenans.

Le second est le bassin minier de Ronchamp et Champagney exploité du XVIIIe siècle au XXe siècle de façon industrielle dans l'est du département par les houillères de Ronchamp, exploitant la partie occidentale du bassin houiller stéphanien sous-vosgien, sous l'administration de différentes compagnies minières. Elles s'étendent sur trois communes, Ronchamp, Champagney et Magny-Danigon. Cette houille alimente les industries saônoises et alsaciennes. Leur exploitation a profondément marqué le paysage avec ses terrils, cités minières et puits de mine, mais aussi l'économie et la population locale (immigration polonaise et traditions minières notamment). Une forte camaraderie et une conscience de classe se développent, notamment avec l'arrivée des Fressais, favorisant plusieurs grèves et mouvements sociaux.
L'exploitation du bassin minier de Ronchamp et Champagney a démarré dans des galeries à flanc de coteaux avant que ne soit creusé le puits Saint-Louis en 1810, premier véritable puits d'extraction. Les couches de charbon s'enfonçant de plus en plus, les puits se succèdent et sont de plus en plus profonds jusqu’à ce que la compagnie (la Société civile des houillères de Ronchamp) finisse par creuser deux fois de suite le puits le plus profond de France ; le puits du Magny (694 mètres) en 1878 et le puits Arthur-de-Buyer (1 010 mètres) en 1900,. À la nationalisation des mines en 1946, les puits en activité et la centrale thermique sont confiés à Électricité de France. Cette exploitation est aussi marquée par des catastrophes minières, en particulier des coups de grisou.
Un petit gisement situé vers le hameau de Mourière (au nord-ouest de Ronchamp) est exploité entre 1844 et 1891, mais de façon artisanale avec des couches de faible épaisseur et de piètre qualité. D'importantes réserves de houille formant des couches suffisamment épaisses et de bonne qualité sont découvertes au début du XXe siècle autour de la commune de Saint-Germain, près de Lure. La Première Guerre mondiale puis la Grande Dépression retardent la mise en exploitation et malgré plusieurs initiatives et débats pour lancer l'exploitation dans les années 1950, aucune mine n'est ouverte,.
Au total, six concessions sont accordées entre 1757 et 1914 en Haute-Saône pour exploiter la houille du Stéphanien, dont la moitié finissent par fusionner (Ronchamp, Champagney et Éboulet). L'une restera une petite exploitation artisanale (Mourière) et deux d'entre elles ne sont pas exploitées (Lomont et Saint-Germain).

Les houillères de Ronchamp.
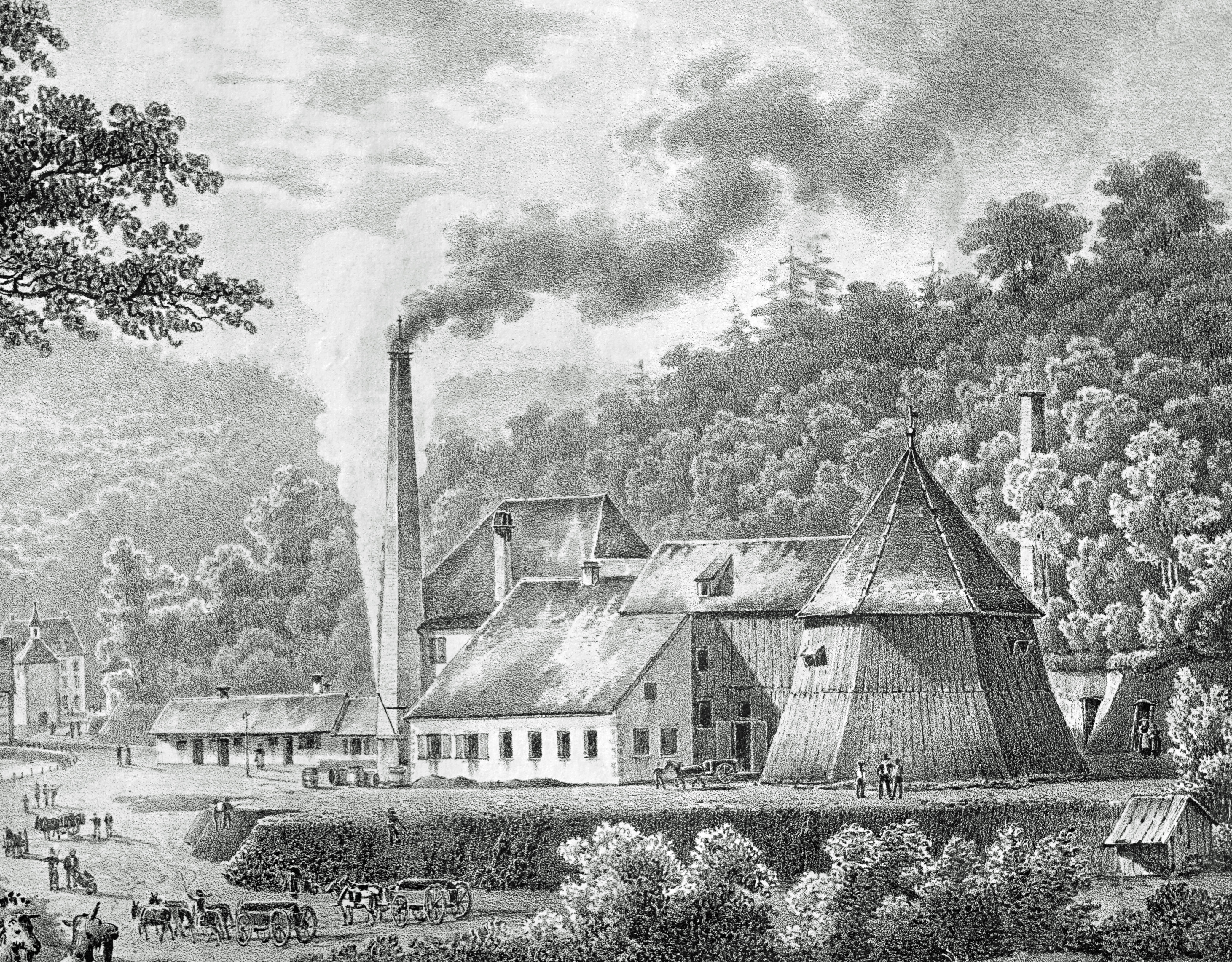
Le puits Saint-Louis, premier véritable charbonnage du département (1823-1840), équipé d'une machine à vapeur.
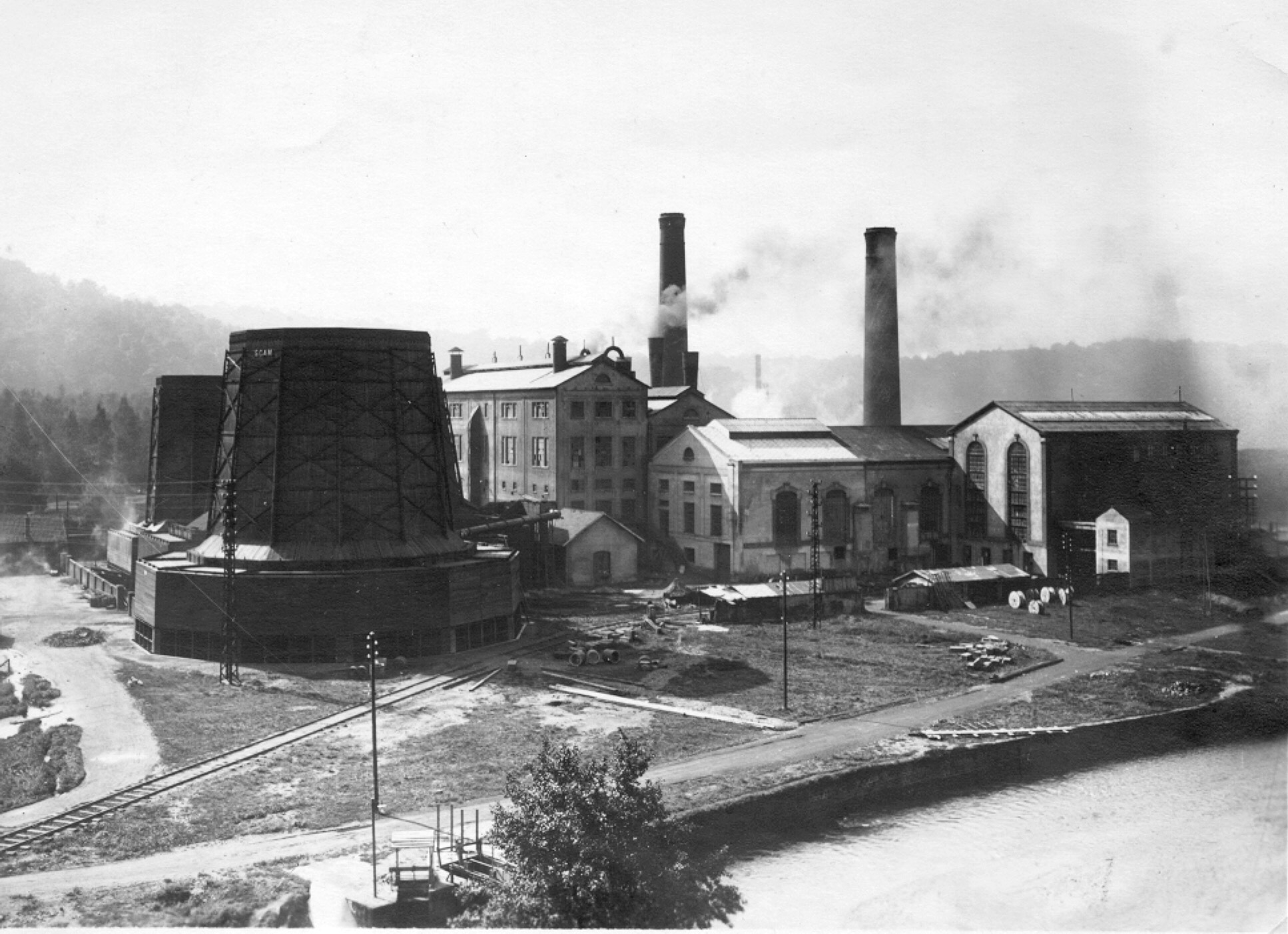
La centrale thermique de Ronchamp alimentait plus d'une soixantaine de communes en électricité.
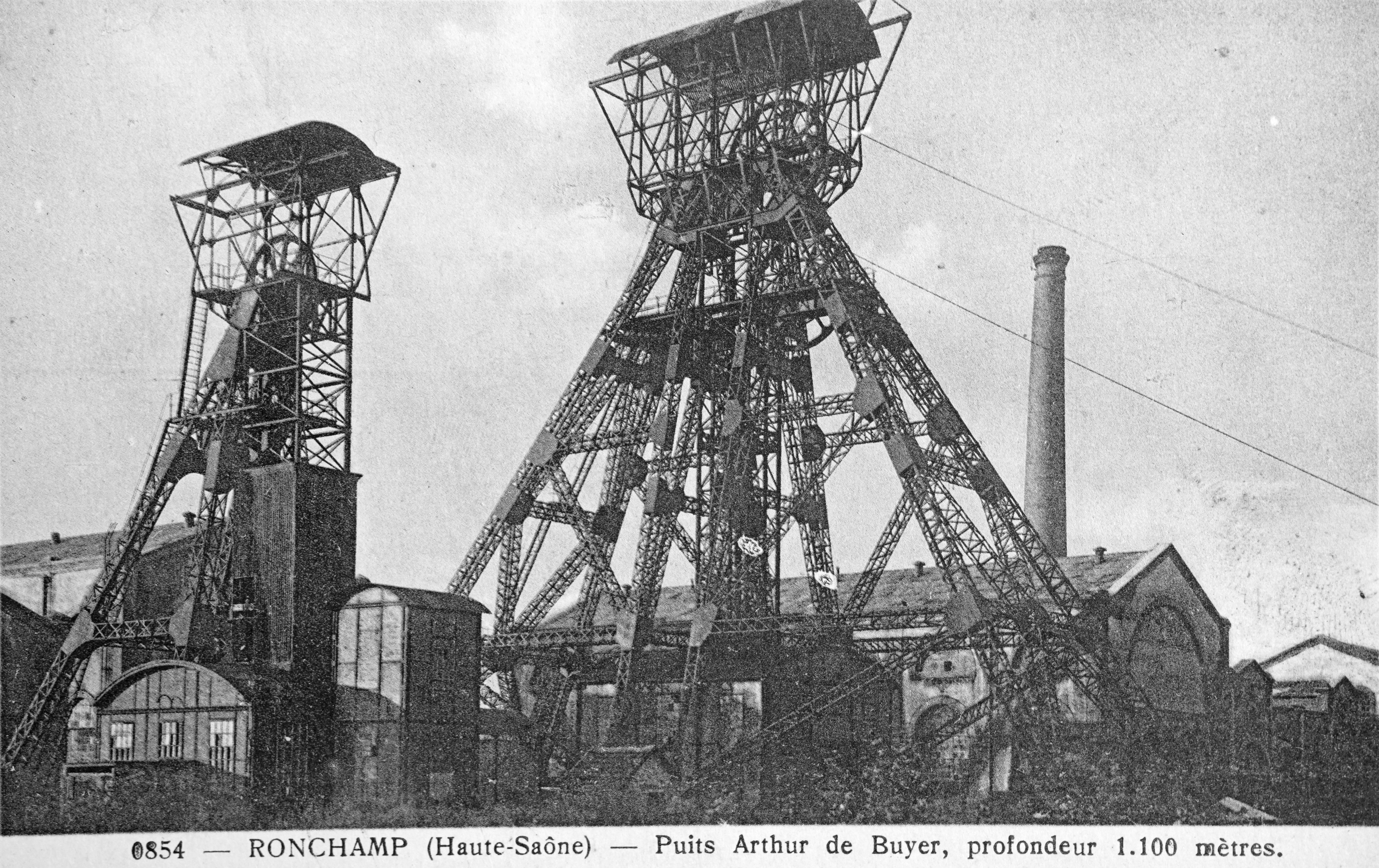
Le puits Arthur-de-Buyer, le plus important charbonnage de Haute-Saône (1 010 mètres, plus profond de France entre 1900 et 1910).
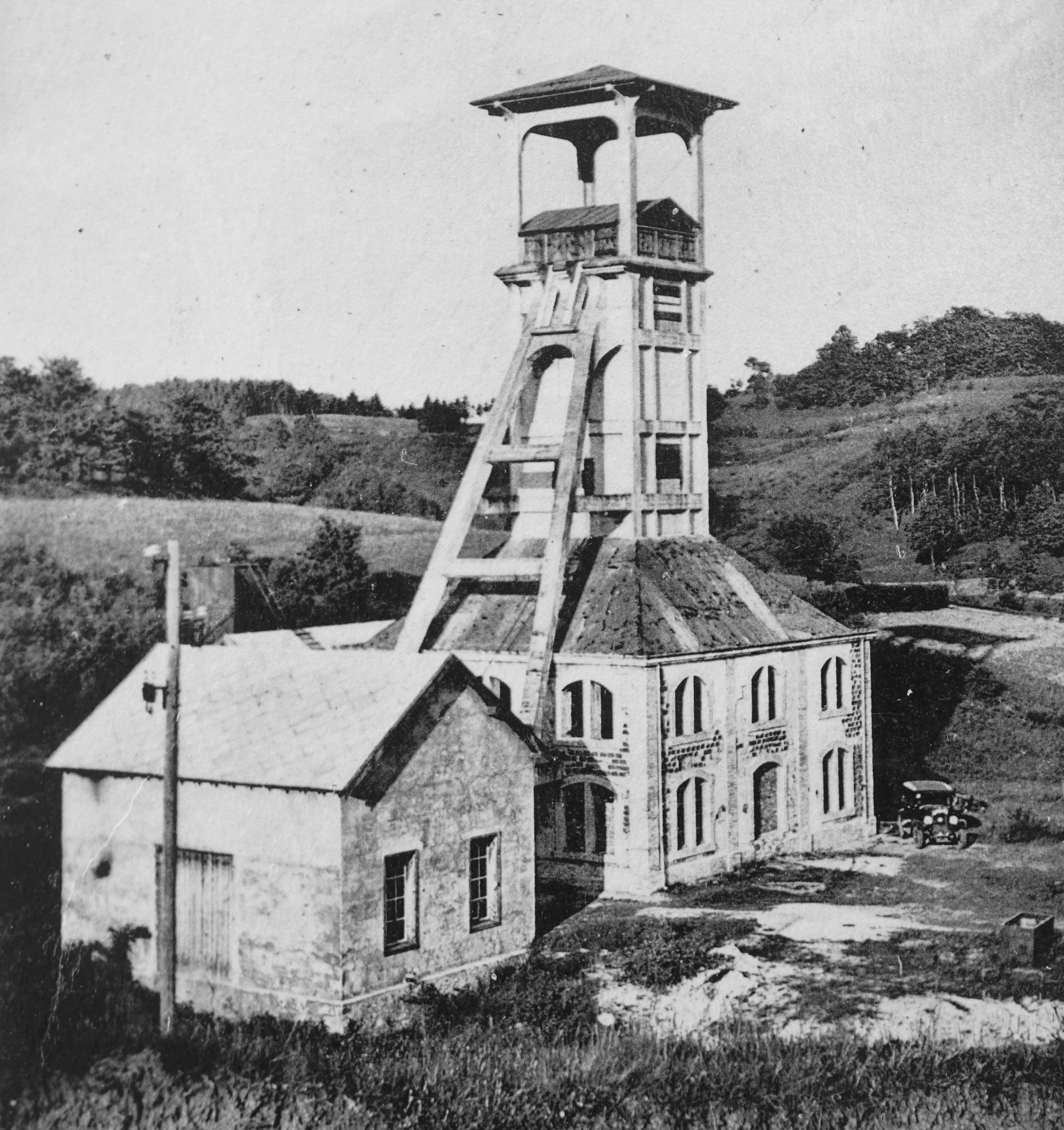
Le puits Sainte-Marie et son chevalement en béton, inscrit aux monuments historiques en 2001.

En 1832, la production du département s'élève à 20 658 tonnes grâce aux mines de Ronchamp, de Gouhenans et de Saulnot. En 1864, ces mêmes mines auxquelles s'ajoutent celles d'Éboulet, de Mourière et de Mélecey produisent 216 031 tonnes.
Au total, c'est entre 16 et 17 millions de tonnes qui sont extraites dans le bassin minier de Ronchamp et Champagney et plus d'un million dans le bassin minier keupérien. Le département a donc produit une quantité de charbon du même ordre de grandeur que la fosse no 9 de la Compagnie des mines de l'Escarpelle exploité pendant 80 ans dans le bassin minier du Nord-Pas-de-Calais.

### Schiste bitumineux
Une exploitation de schiste bitumieux comprenand une mine à ciel ouvert de schiste bitumineux et une usine de distillation du pétrole est implanté à Creveney. 
Cette industrie exploite 20 000 tonnes de pyroschiste d'âge toarcien entre 1929 et 1936 avec une production industrielle en 1934 employant environ 80 personnes. Cette roche est distillée pour obtenir de l'huile de schiste qui est ensuite raffinée. Un raid automobile est organisé dans les colonies françaises, la « croisière technique africaine », pour promouvoir ce carburant, la Natioline,.

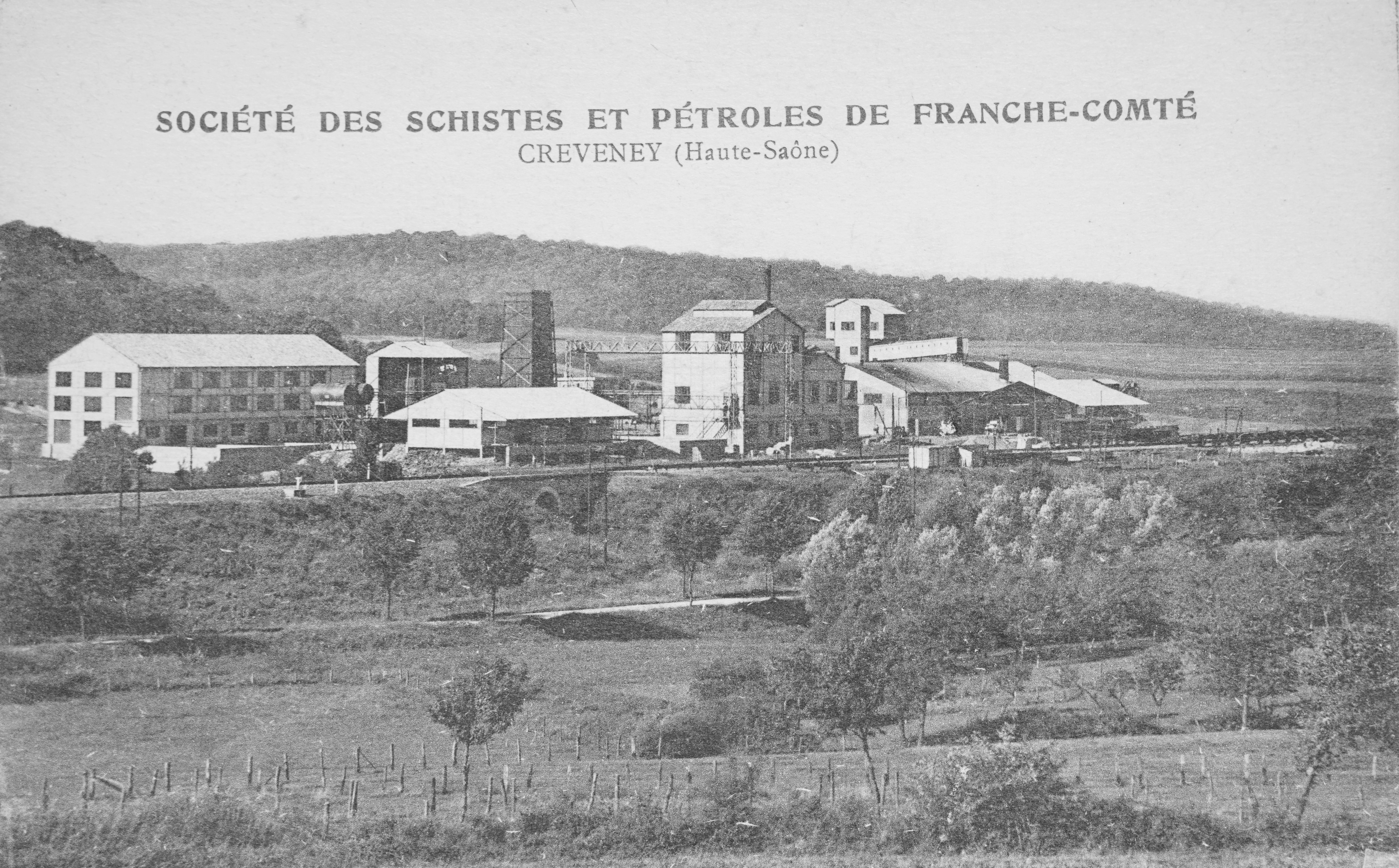
L'usine de distillation de schiste bitumieux de Creveney, rare exploitation en France dans l'entre-deux-guerres.
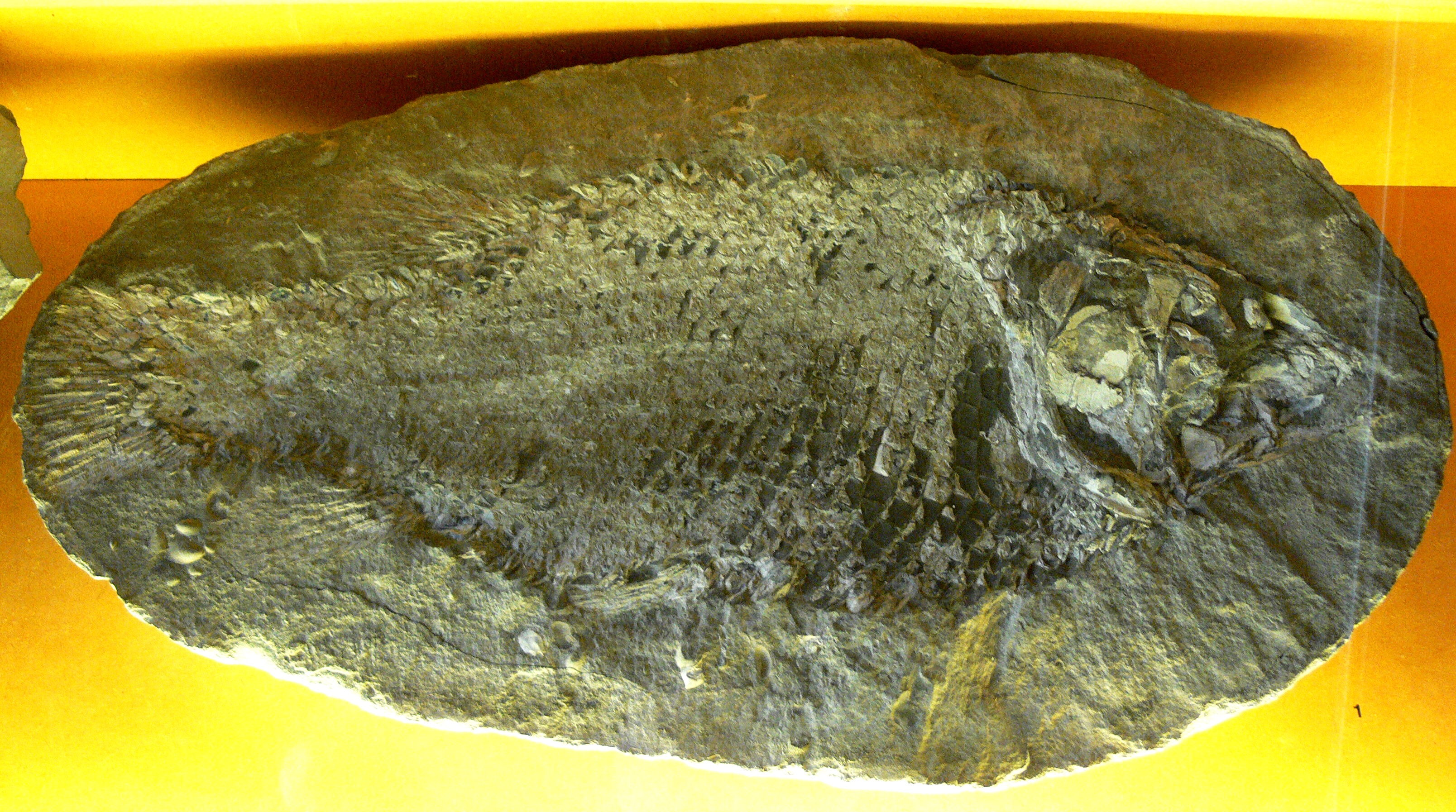
Lepidotes elvensis trouvé en 1883 dans les schistes de Saulx.
Carte des communes de Haute-Saône, présentant l'étendue du gisement en noir et la concession de Creveney en rouge.

### Mines métalliques
Les Vosges saônoises sont particulièrement riches en métaux précieux. Des mines de plomb et d'argent sont exploitées à Faucogney au XVIe siècle. Des gisements de manganèse sont également exploités dans cette commune et celle d'Esmoulières jusqu’en 1936, ainsi que des filons de plomb argentifère, par intermittence, à Saint-Bresson. De la fluorine est extraite de 1959 à 1962. Les mines de la vallée de Saint-Antoine sont abondamment exploitées du XVe au XVIIIe siècle et sont définitivement abandonnées en 1930. Du fer est extrait à Servance, Saulnot et Fallon.

Les mines de Plancher-les-Mines.
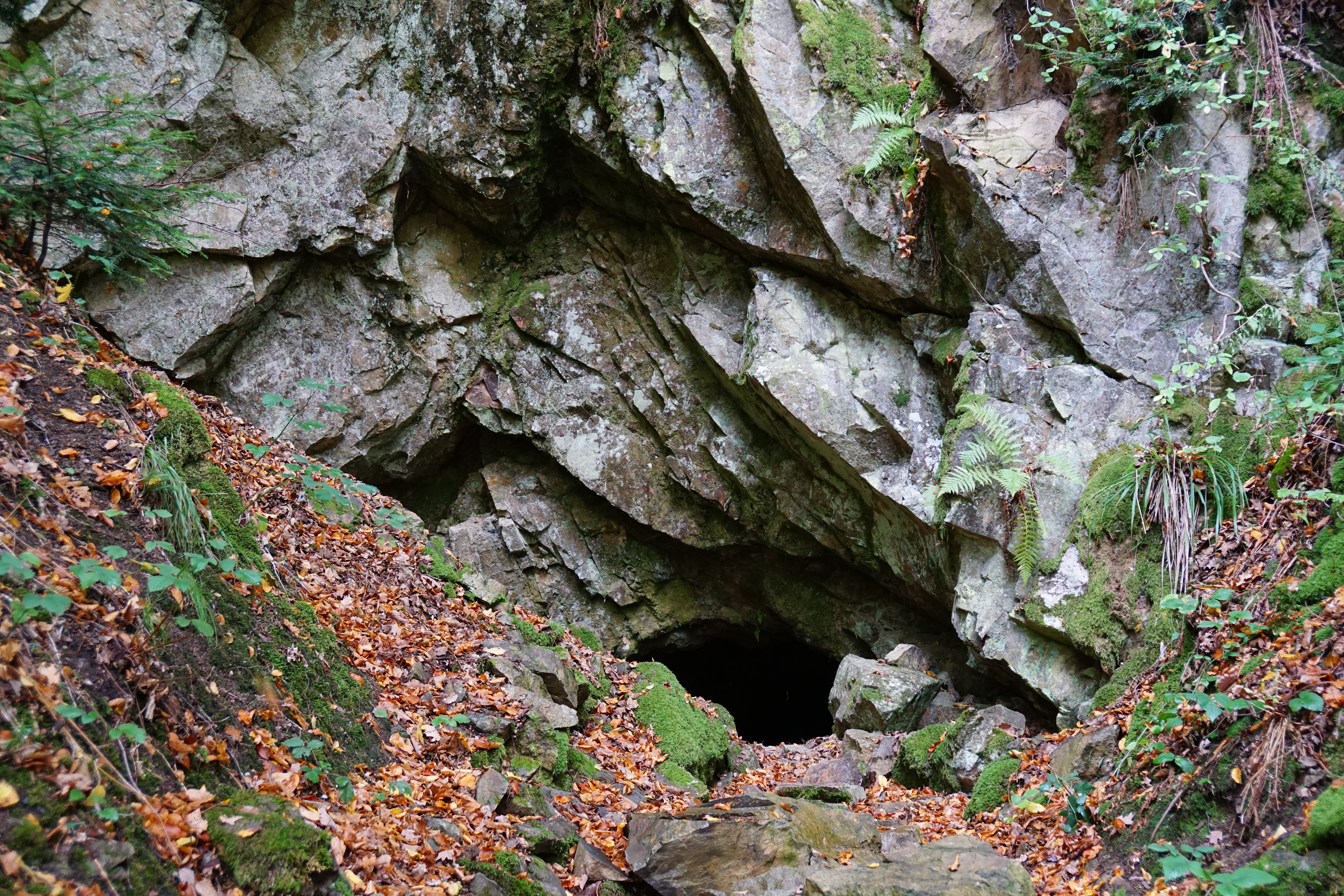
L'entrée d'une mine de plomb.
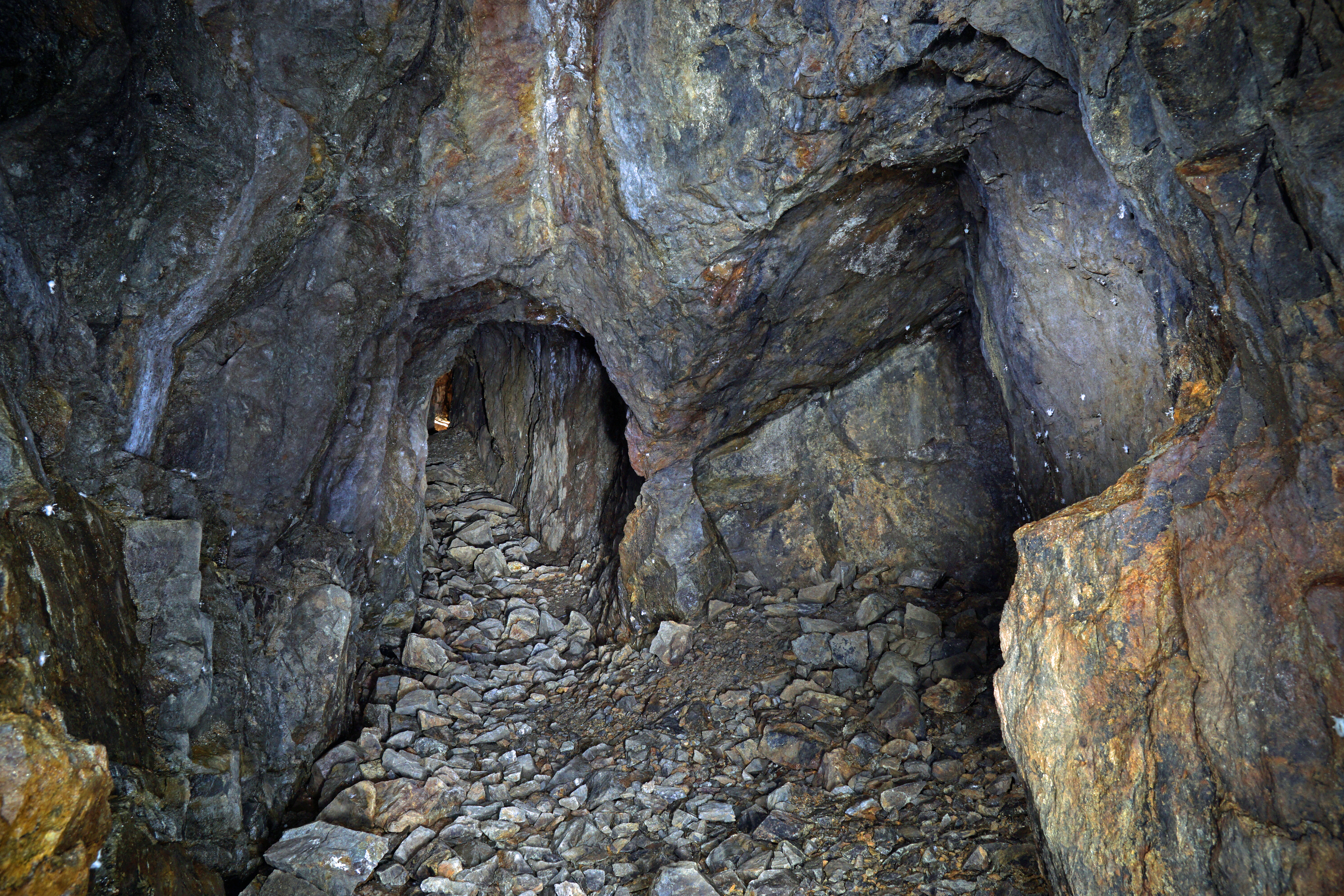
L'intérieur.
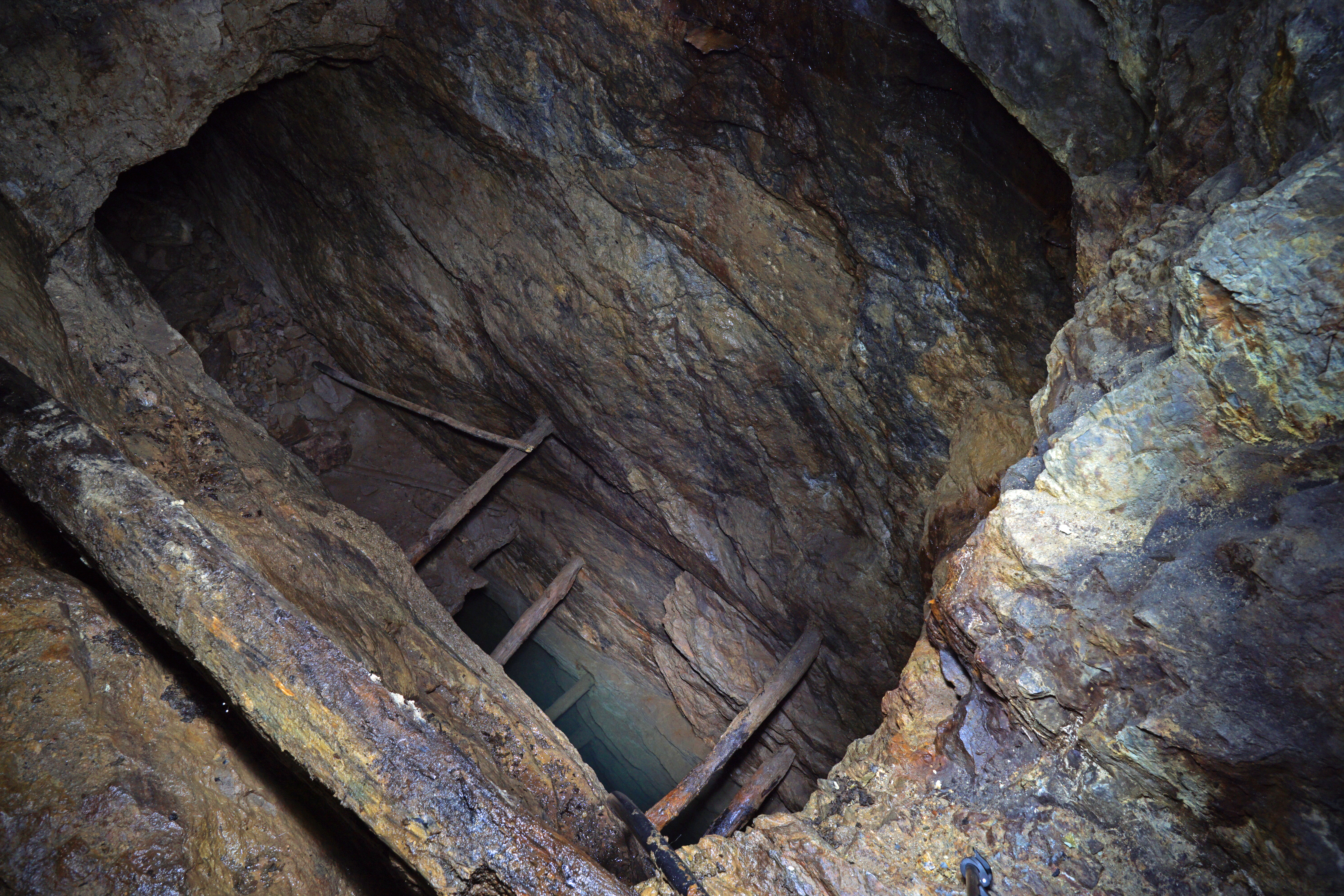
La mine noyée.
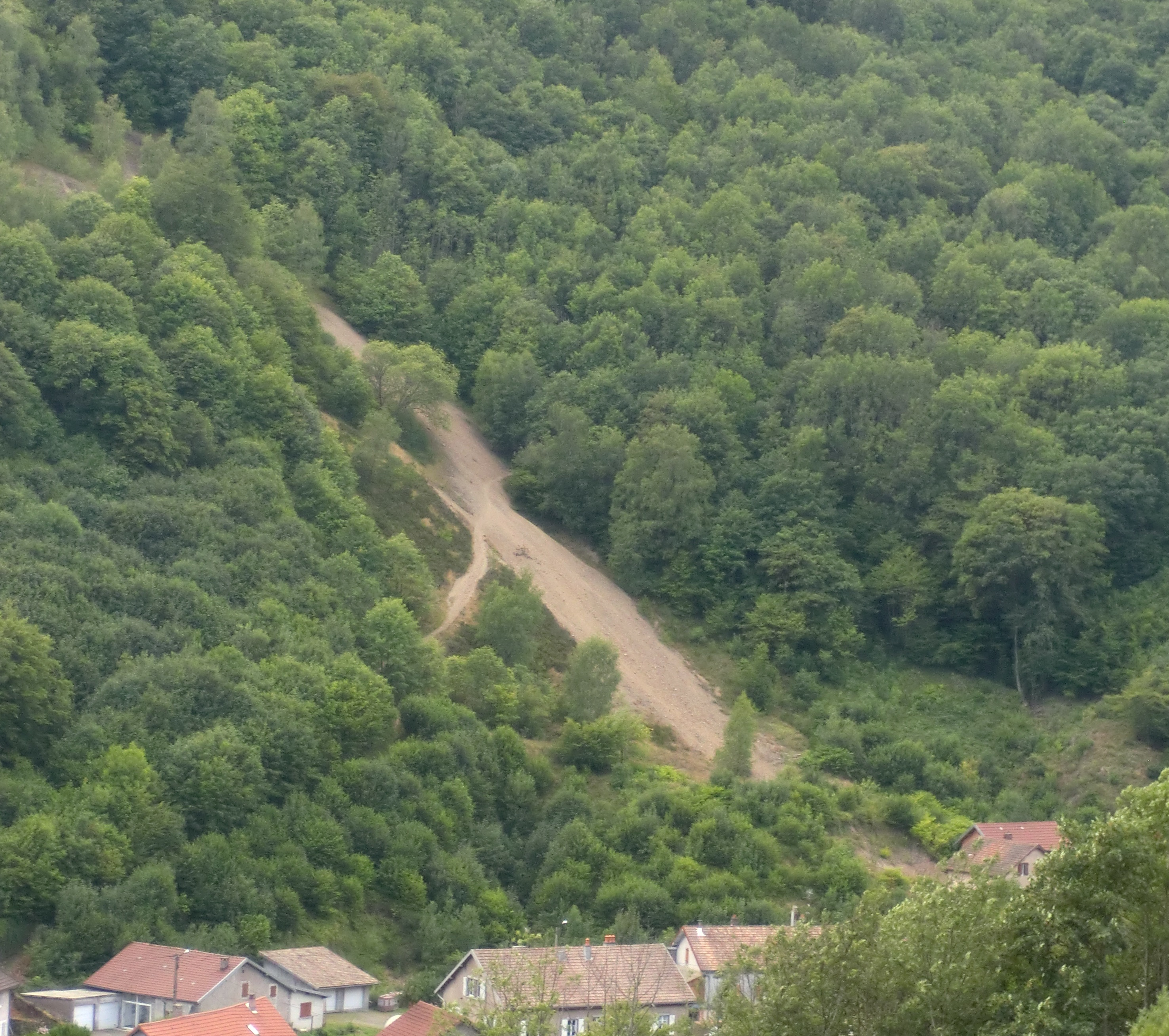
Une halde à flanc de colline.

### Salines
L'exploitation du sel en Haute-Saône s'étale sur huit siècles dans trois principaux sites. La saline de Saulnot est exploitée pendant sept siècles du XIIe siècle à 1826, soit la plus grande longévité du département. En 1589, c'est l'une des premières en Europe à expérimenter ce combustible pour l'évaporation de la saumure dans des fours conçus par Heinrich Schickhardt, ce qui permet à la compagnie de faire diminuer le coût de revient du sel,. La saline de Gouhenans prend le relais à partir de 1831 et fonctionne de façon industrielle pendant plus d'un siècle. C'est l'exploitation du gisement houiller qui permet la découverte du gisement de sel gemme en 1828, avec le repérage d'un banc de sept à huit mètres d'épaisseur. Enfin, la saline de Mélecey est exploitée d'une façon plus artisanale et éphémère entre 1850 et 1873.

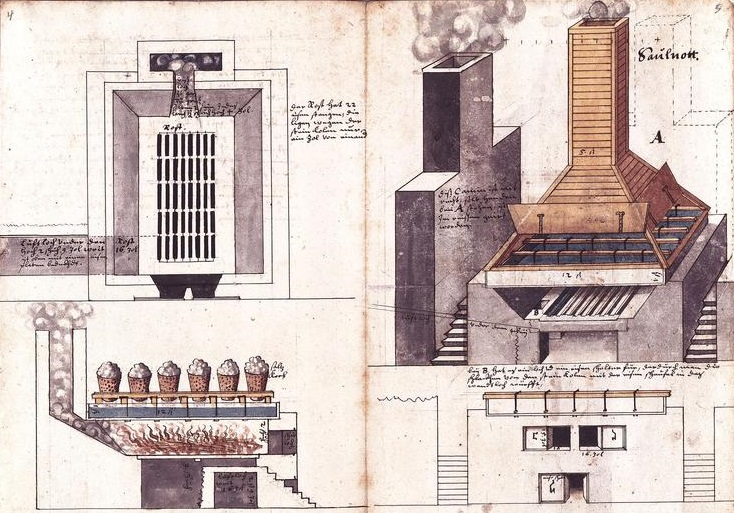
Un four à charbon de la saline de Saulnot (illustration d'Heinrich Schickhardt).
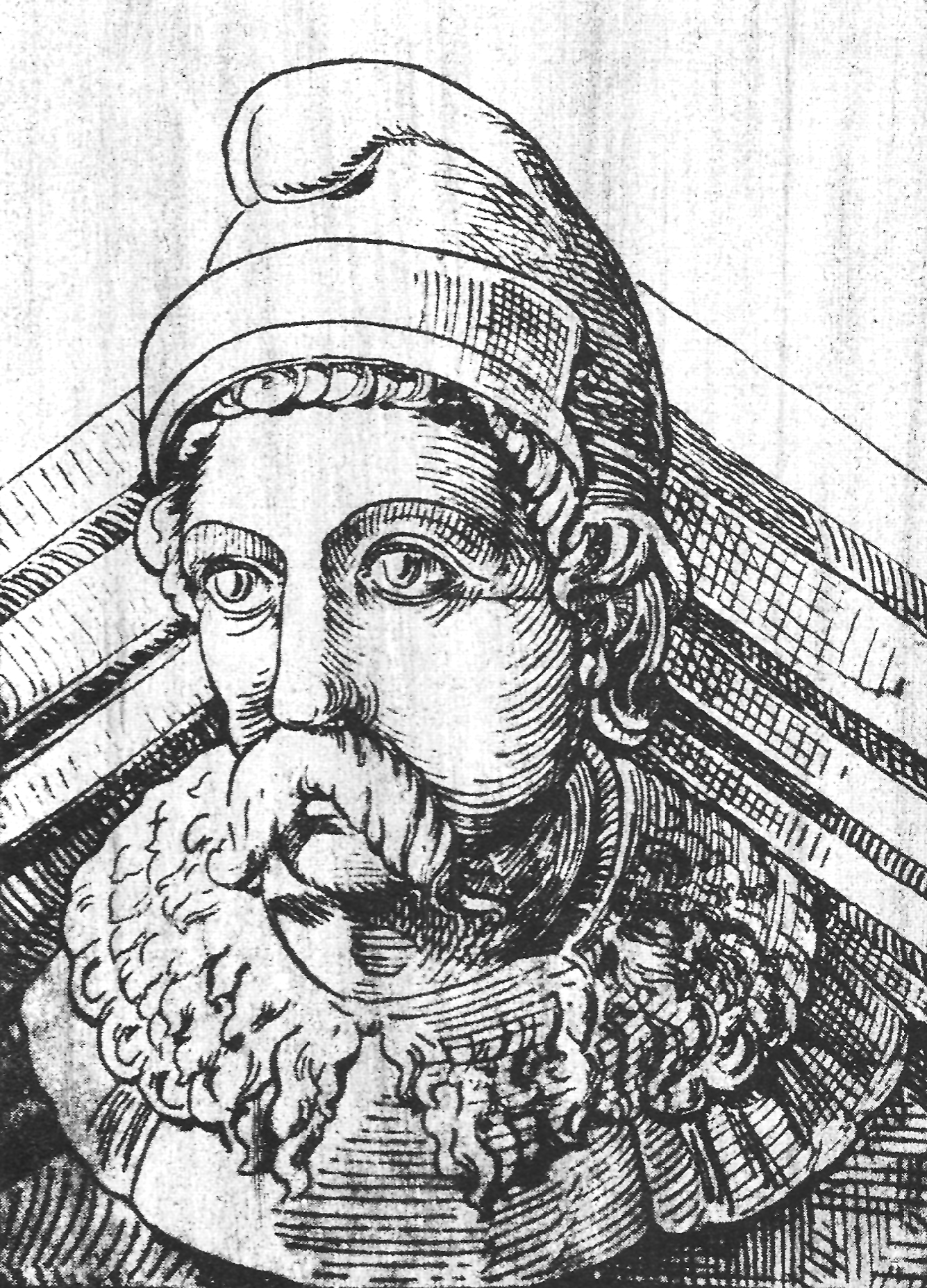
Heinrich Schickhardt.
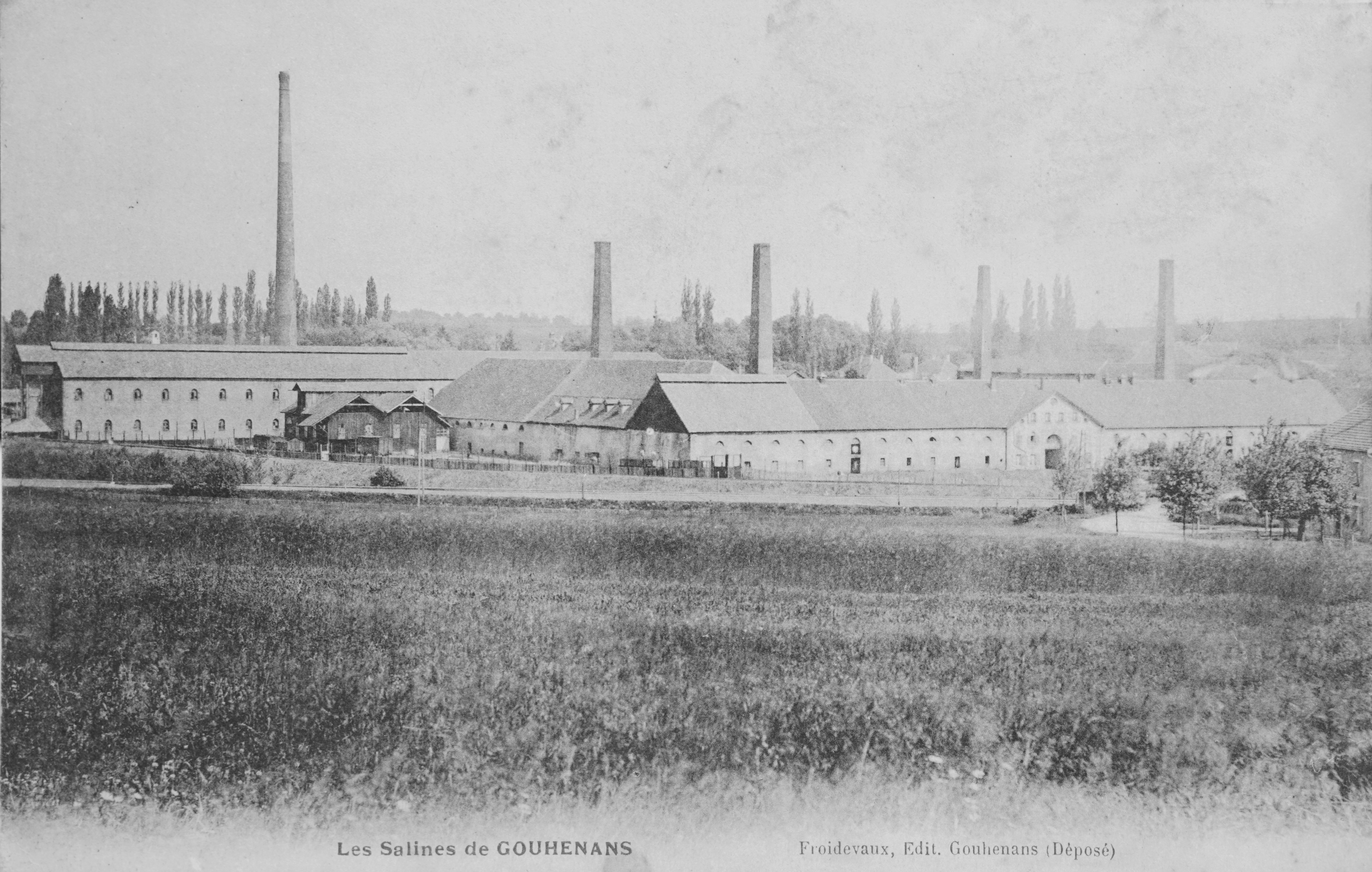
Vue générale de la saline de Gouhenans, l'une des plus importantes salines de France au XIXe siècle.
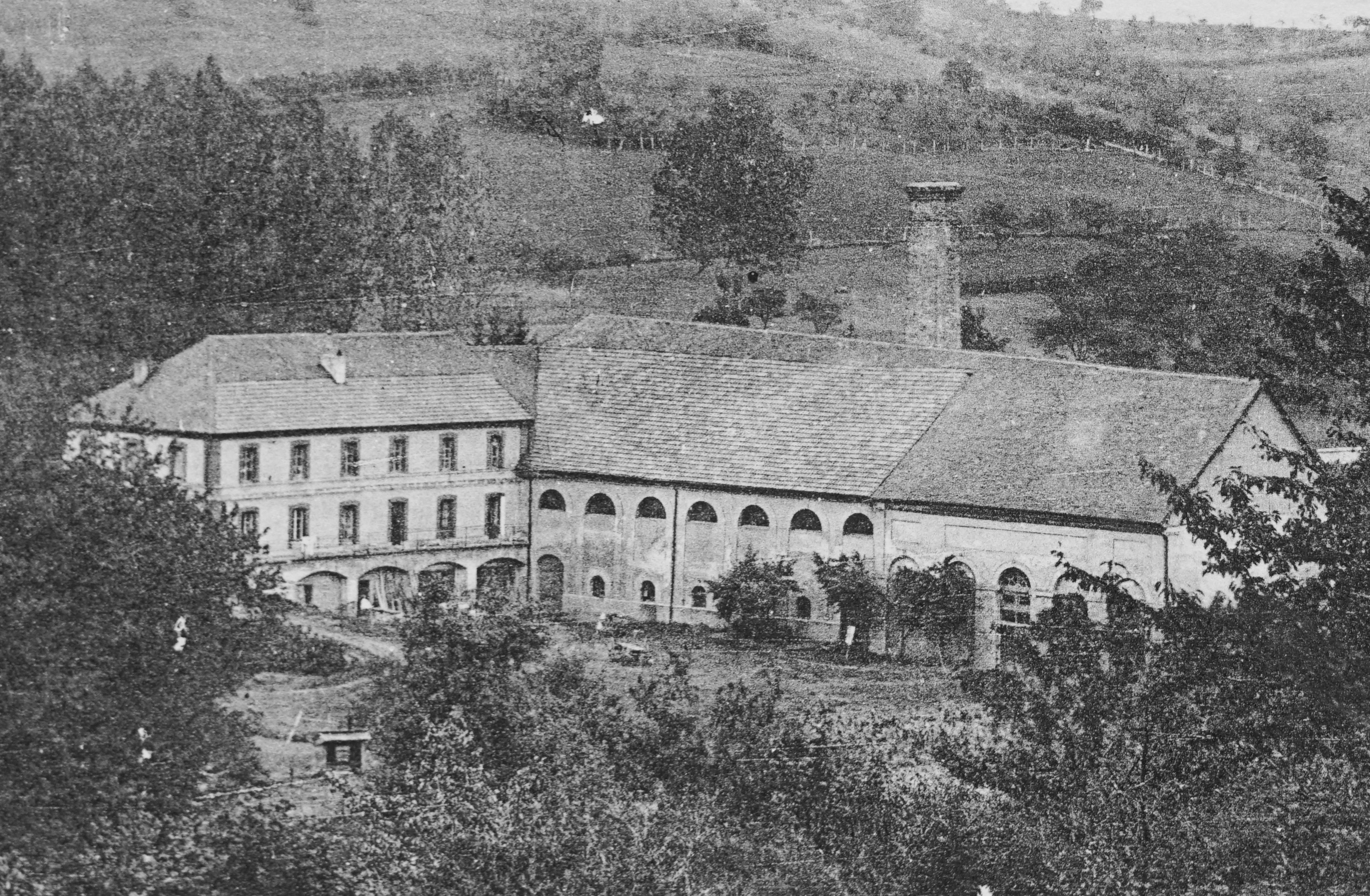
La saline de Mélecey.

### Métallurgie
Grâce à la présence de mines de fer et de charbon, la Métallurgie s'est particulièrement développée en Saute-Saône (forge-fonderie de Baignes, forges de Varigney, forges de Pesmes et forges d'Échalonge).

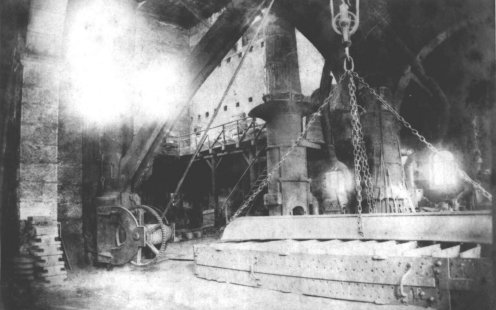
Vue intérieure de l'usine de Varigney, l'industrie du fer était des développées jusqu’au milieu du XXe siècle.
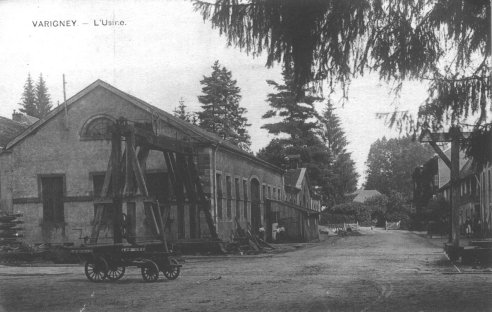
Cour de l'usine de Varigney (début XXe), vue sud.
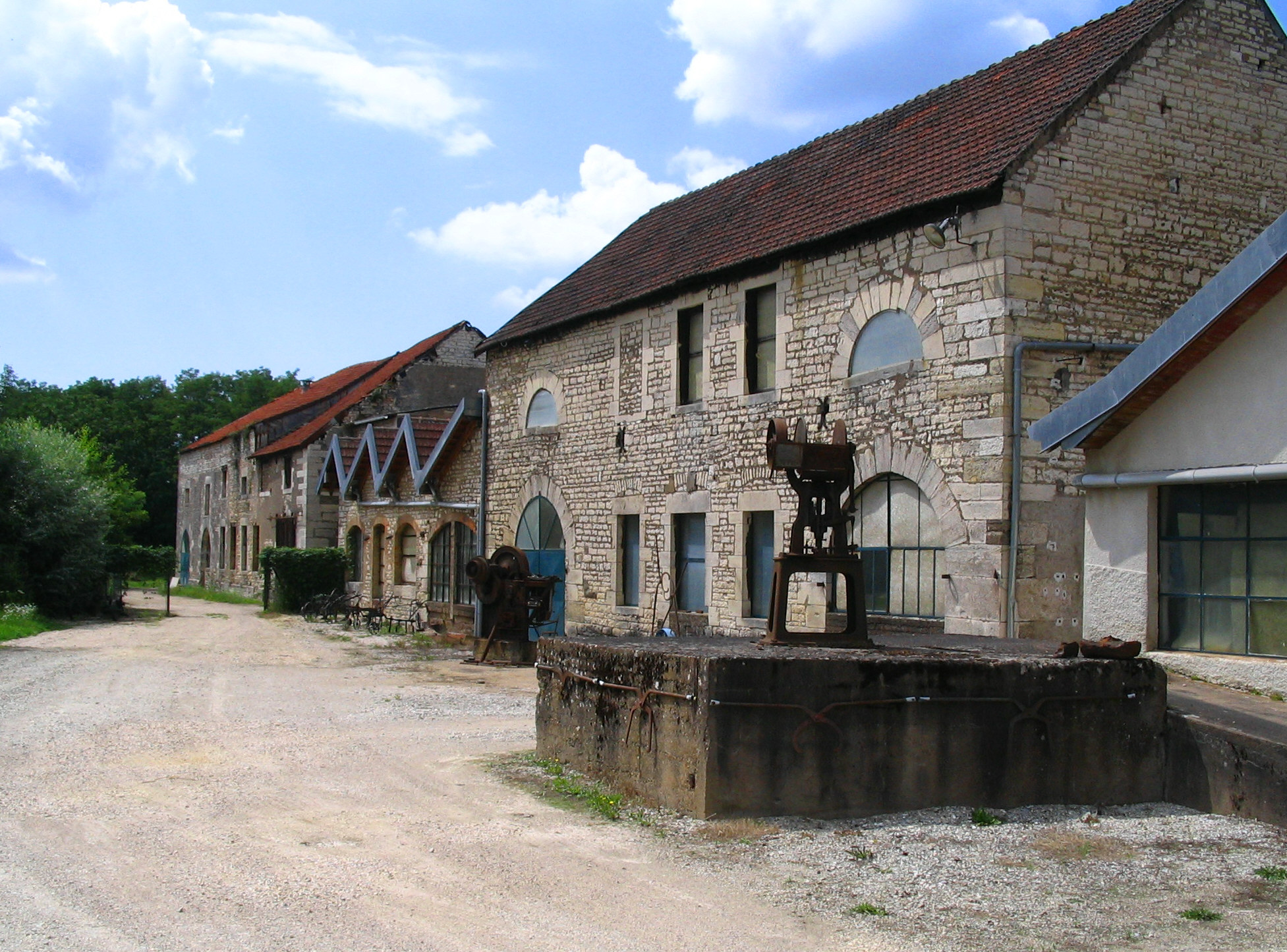
Bâtiment des hauts-fourneaux des forges de Pesmes.
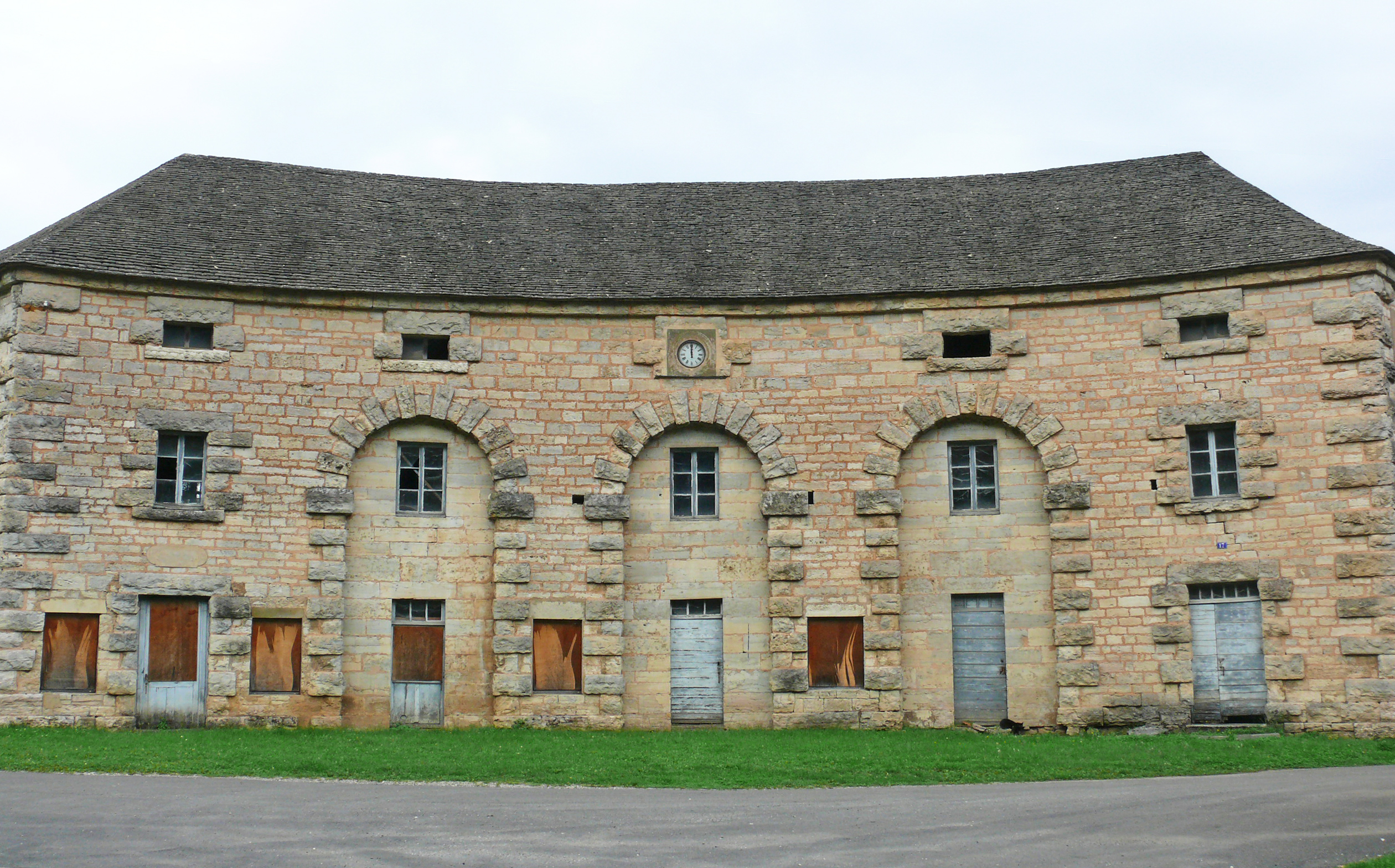
Bâtiment emblématique des forges de Baignes.

### Industrie textile et papetière

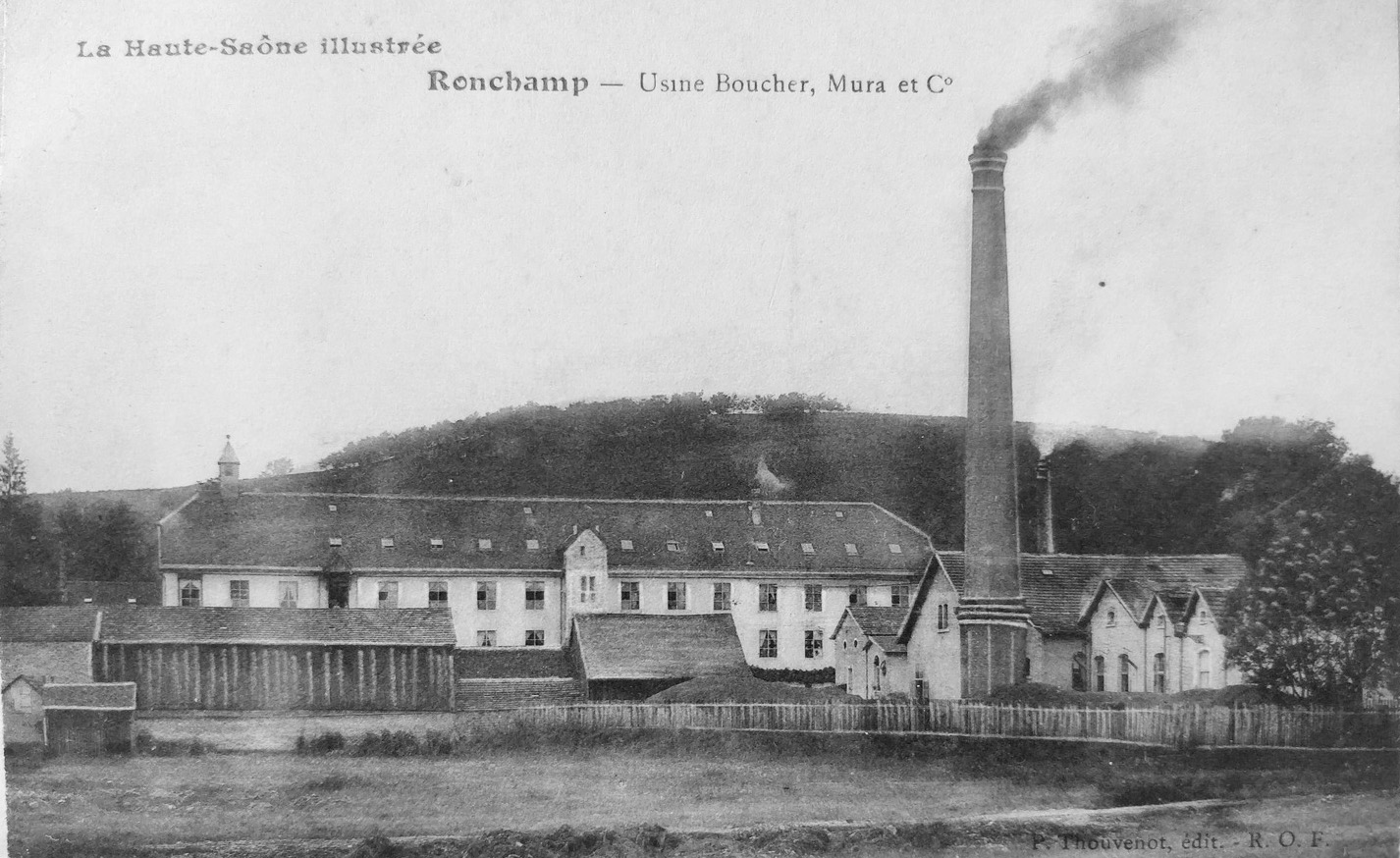
La filature de Ronchamp.

Du XVe au XIXe siècle, une quinzaine de papeteries sont en activité dans la vallée du Breuchin. Au XIXe siècle, l'industrie textile se développe fortement dans les vallées des Vosges saônoises (notamment à Mélisey) grâce à la mécanisation rendue possible grâce à la force motrice d'abord fournie par les cours d'eau, puis par le charbon extrait dans les houillères de Ronchamp qui alimente les machines à vapeur des nouvelles usines construites à l'écart des cours d'eau, et enfin par l'électricité produite par la centrale thermique de Ronchamp. L'industrialisation s'accentue à partir de 1872, à la suite de l'accueil des Alsaciens fuyant l’annexion de l’Alsace-Lorraine. Cette industrie va prospérer jusqu’au milieu du XXe siècle avant de lentement décliner.

### Dentellerie
La dentelle arrive en Haute-Saône à la Renaissance et connait une baisse d'activité pendant la Révolution. L'activité est relancée sous Napoléon et se développe considérablement entre les années 1850 et 1950 avec près de 300 sociétés et 50 000 dentellières dans tout le département, plus particulièrement autour des villes de Luxeuil et Lure. Ce travail était souvent un complément pour des femmes dont la famille avait de faibles revenus.

### Verrerie

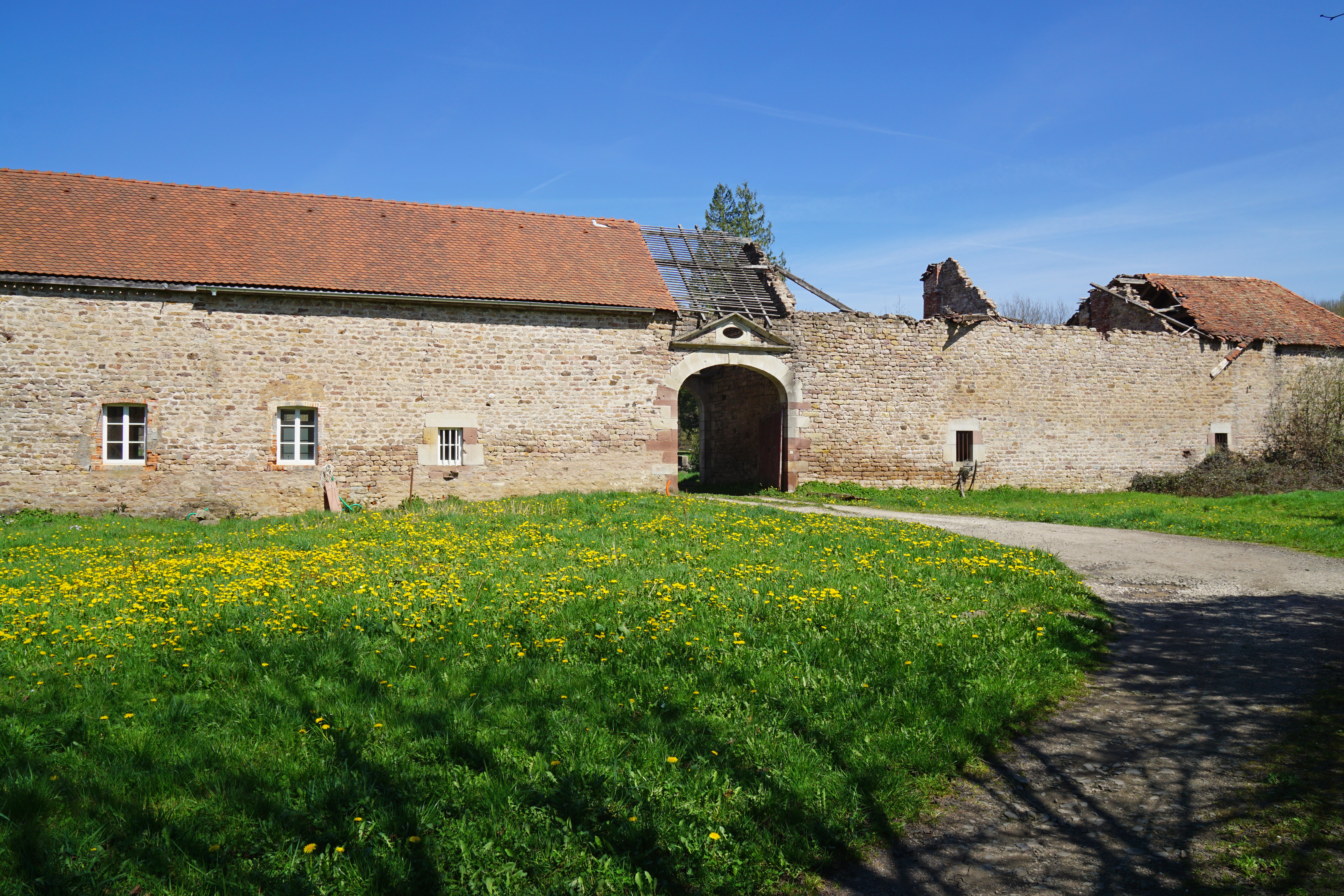
La verrerie de la Saulnaire.

À la fin du Moyen Âge, les forêts françaises sont surexploitées par les verriers et leur droit d'exploitation leur est retiré en raison de ces destructions. Une quarantaine de verriers des Vosges et de la vallée du Rhône s'installent en Franche-Comté, plus particulièrement dans les Vosges saônoises. Miellin compte la première verrerie en 1637, un autre atelier est construit un siècle plus tard. Une verrerie est ouverte en 1700 par la famille Grézely à Malbouhans. Celle-ci emploie une centaine de personnes et utilise le charbon de Ronchamp et celui de la concession de Mourière (appartenant au même industriel pendant plusieurs décennies). Elle ferme en 1890, n'ayant pas investi dans des laminoirs à vitre. Une seconde verrerie est créée en 1780 par Célestin Grezely au lieu-dit La Saulnaire, dont la production est vendue à Paris. À la même période, un autre établissement ouvre à Roye.

## Histoire religieuse chrétienne

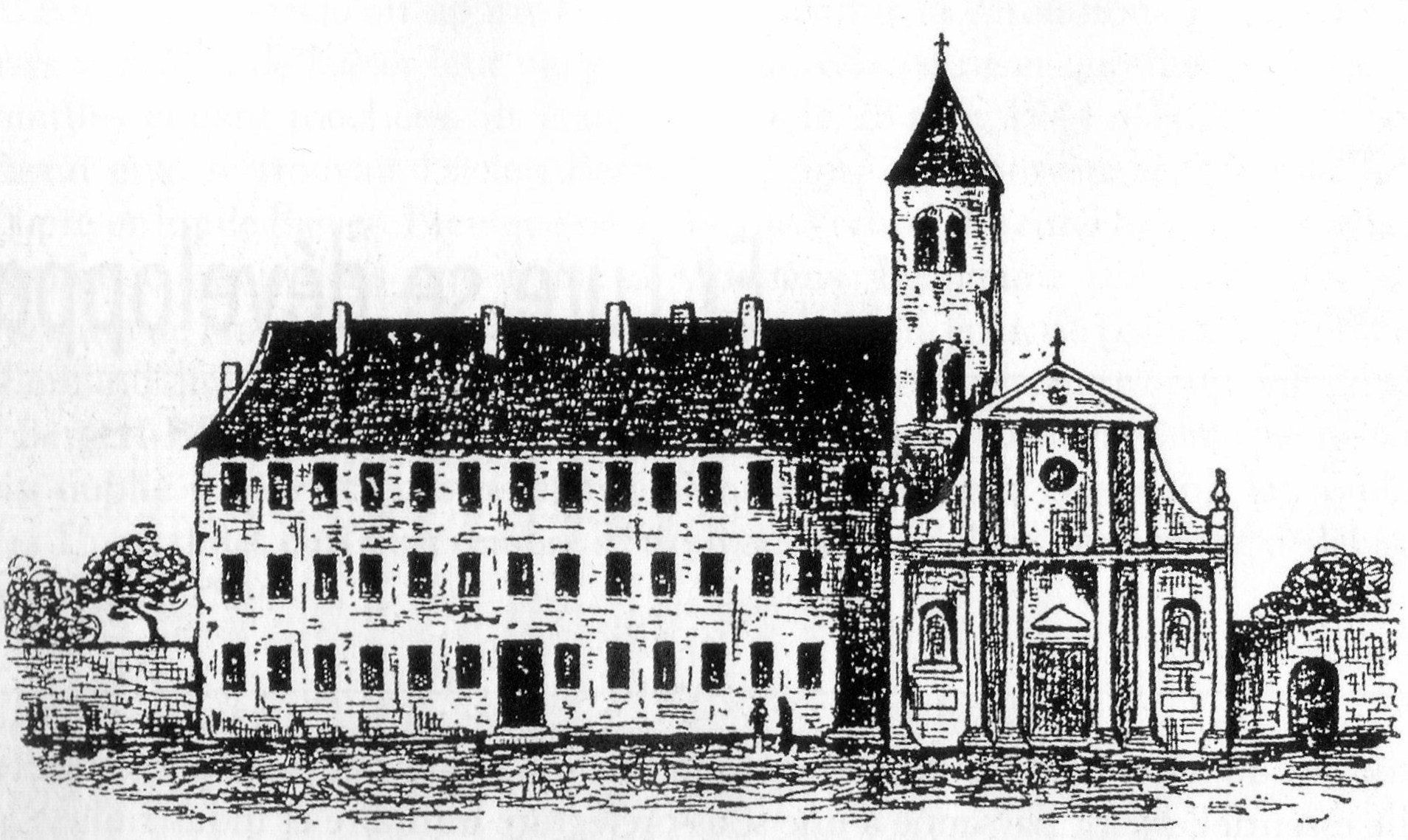
L'abbaye de Lure.

À la fin du VIe siècle, Saint Colomban s’installe à Annegray avec douze moines pour établir un ermitage. Le roi Childebert II lui offre les ruines du château de Luxeuil en 590. Le site devient alors l'abbaye de Luxeuil. En 613, l'abbaye de Lure est fondée par Saint Desle, disciple de Saint Colomban. Vers 620 Valbert s’intaille en ermite, dans une grotte située à quelques kilomètres au nord de l'abbaye de Luxeuil et donne son nom au village de Saint-Valbert construit à proximité. En 1563, la grotte est aménagée en chapelle.
L'abbaye Notre-Dame de Faverney est fondée en 722 par Saint Widrad, fondateur et deuxième abbé de l'abbaye Saint-Pierre de Flavigny. En 1127, un petit prieuré d’Antonins existe sur la colline de Saint-Antoine, entre Cherlieu et Marlay. La création de l’abbaye de Cherlieu est attestée par une charte d’Anséric, archevêque de Besançon, envers Germain, prieur de Cherlieu la même année.
Une autre abbaye est fondée à Bithaine au XIIe siècle. Le prieuré de Marast est fondé en 1123 par des moines de l'abbaye de Chaumousey (Vosges).Vers 1530, un ermite se serait installé sur le Mont de Vanne (auquel il a donné son nom), sur les hauteurs de Fresse. Une chapelle y est construite en 1681.
En 1955, Le Corbusier reconstruit la chapelle Notre-Dame du Haut au sommet de la colline de Bourlémont. Ce monument sera rapidement considéré comme une des principales œuvres d'architecture religieuse dans le monde. Un couvent conçu par l'architecte italien Renzo Piano — sollicité directement par les sœurs clarisses — est inauguré à quelques mètres de la chapelle Notre-Dame du Haut en 2011 après des polémiques concernant la potentielle dénaturation du site tel que voulu par Le Corbusier,,. Cette dernière est classée au patrimoine mondial de l'UNESCO le 17 juillet 2016 avec seize autres œuvres architecturales de Le Corbusier.

## Métaphore
La Haute-Saône a hérité par métaphore au XIXe siècle du surnom de Haute-Patate devenu affectif.